# Asztúria, León és Kasztília királyainak és királynőinek családfája
Ez a családfa a történelmi Asztúriai Királyság, a Leóni Királyság és a Kasztíliai Királyság uralkodóinak a leszármazását mutatja be. A származásukat illetően, a leóni és kasztíliai uralkodókhoz kapcsolódnak a Galiciai Királyságnak az uralkodói, ezért a családfában ők is fel vannak tüntetve.
Az Asztúriai Királyságról: Az Omajjád-dinasztia uralkodása idején, a később móroknak nevezett arab hódítók, megdöntötték a Vizigót Királyságot (720), elfoglalva a Hispániai-félsziget túlnyomó részét. A Vizigót (Nyugati Gót) Királyság nemesei, egyikük Pelayo (685 körül?  – 737) volt, a félsziget északi, viszonylag zártabb hegyvidékére, Kantábriába és a vele szomszédos Asztúriába menekültek, és ellen álltak az arab hódítóknak; a harc élére Pelayo állt, aki 718-ban megalapította, Cangas de Onís székhellyel, az Asztúriai Királyságot. Pelayo, 722-ben, a Covadonga mellett vívott csatában, legyőzte a királyság ellen támadó arabokat; ezt az időpontot tartjuk a reconquista, a félsziget visszahódítása kezdőidőpontjának, amely folyamat csak 1492-ben, Granada elfoglalásával fejeződött be. A királyság székhelye később Pravia, majd Oviedo lett.
A Leóni Királyságról: III. (Nagy) Alfonz (848/852 – 910) király, a királyságnak a székhelyét Oviedo városából, León városába helyezte át, e városból kormányzott, így jött létre az Asztúriai Királyságból a Leóni Királyság. III. Alfonzt azonban még asztúriai királynak, míg utódját, I. Garcíát (870 körül – 914) már leóni királynak tekintjük.
A Kasztíliai Királyságról: A legelterjedtebb álláspont szerint, III. (Nagy) Sancho (992/996-1035), pamplonai (navarrai) király, a halála előtt, a birodalmát négy királyságra osztotta fel. A királyságok egyike a Kasztíliai Királyság (III. Sancho az általa a Leóni Királyságtól elvett Kasztíliai Grófságot királysággá emelte); amelynek az ura, III. Sancho középső fia, I. (Nagy) Ferdinánd (1016 körül – 1065) lett. A források azonban megoszlanak abban a kérdésben, hogy I. Ferdinánd még Kasztília grófja, vagy már Kasztília királya volt-e. A „Real Academia de la Historia DB~e” („Diccionario Biográfico Español de la Real Academia de la Historia”) szerint, I. Ferdinánd már Kasztília királya volt.
Az uralkodók számozása – az Asztúriai Királyság uralkodóival kezdődően – folyamatos. A források, különösen a kezdeti időszakra vonatkozóan, a születési időpontokat illetően, de van, amikor a halálozási időpontok illetően is, eltérő adatokat közölnek.

## A családfa
Színkód
| piros: asztúriai király                                                                 |
| sárga: leóni – illetve, együttesen, leóni és galiciai, vagy leóni és asztúriai – király |
| ciánszín: galiciai király                                                               |
| zöld: kasztíliai – illetve, együttesen, kasztíliai és leóni – király, avagy királynő    |

|  |  |  |  |                                                                                            |                                                                                            |                                                                                            |                                                                                            |                                                                                            |                                                                                            | | | | | | |                                                                                              |                                                                                              | | | | | | |                                                                                         |                                                                                        | | | | | | | | | | | | | | |                                                                                             |                                                                                             |                                                                                             |                                                                                             |                                                                     |                                                                     |                                                                 |                                                                 | | | | | | |  |  |  |  |  |  |  |  |  |  |  |  |  |  |  |  |  |  |  |  |  |  |
|  |  |  |  |                                                                                            |                                                                                            |                                                                                            |                                                                                            |                                                                                            |                                                                                            | | | Pelayo ?/685 körül? – 737, asztúriai király: 718-737                                                               | Pelayo ?/685 körül? – 737, asztúriai király: 718-737                                                               | Pelayo ?/685 körül? – 737, asztúriai király: 718-737                                                               | Pelayo ?/685 körül? – 737, asztúriai király: 718-737                                                               | Pelayo ?/685 körül? – 737, asztúriai király: 718-737                                         | Pelayo ?/685 körül? – 737, asztúriai király: 718-737                                         | | | | | | |                                                                                         |                                                                                        | | | | | | | | | Péter ? – 730?, Kantábria hercege (Kantábriai-ház) | Péter ? – 730?, Kantábria hercege (Kantábriai-ház) | Péter ? – 730?, Kantábria hercege (Kantábriai-ház) | Péter ? – 730?, Kantábria hercege (Kantábriai-ház) | Péter ? – 730?, Kantábria hercege (Kantábriai-ház) | Péter ? – 730?, Kantábria hercege (Kantábriai-ház) |                                                                                             |                                                                                             |                                                                                             |                                                                                             |                                                                     |                                                                     |                                                                 |                                                                 | | | | | | |  |  |  |  |  |  |  |  |  |  |  |  |  |  |  |  |  |  |  |  |  |  |
|  |  |  |  |                                                                                            |                                                                                            |                                                                                            |                                                                                            |                                                                                            |                                                                                            | | | Pelayo ?/685 körül? – 737, asztúriai király: 718-737                                                               | Pelayo ?/685 körül? – 737, asztúriai király: 718-737                                                               | Pelayo ?/685 körül? – 737, asztúriai király: 718-737                                                               | Pelayo ?/685 körül? – 737, asztúriai király: 718-737                                                               | Pelayo ?/685 körül? – 737, asztúriai király: 718-737                                         | Pelayo ?/685 körül? – 737, asztúriai király: 718-737                                         | | | | | | |                                                                                         |                                                                                        | | | | | | | | | Péter ? – 730?, Kantábria hercege (Kantábriai-ház) | Péter ? – 730?, Kantábria hercege (Kantábriai-ház) | Péter ? – 730?, Kantábria hercege (Kantábriai-ház) | Péter ? – 730?, Kantábria hercege (Kantábriai-ház) | Péter ? – 730?, Kantábria hercege (Kantábriai-ház) | Péter ? – 730?, Kantábria hercege (Kantábriai-ház) |                                                                                             |                                                                                             |                                                                                             |                                                                                             |                                                                     |                                                                     |                                                                 |                                                                 | | | | | | |  |  |  |  |  |  |  |  |  |  |  |  |  |  |  |  |  |  |  |  |  |  |
|  |  |  |  |                                                                                            |                                                                                            |                                                                                            |                                                                                            |                                                                                            |                                                                                            | | | | | | |                                                                                              |                                                                                              | | | | | | |                                                                                         |                                                                                        | | | | | | | | | | | | | | |                                                                                             |                                                                                             |                                                                                             |                                                                                             |                                                                     |                                                                     |                                                                 |                                                                 | | | | | | |  |  |  |  |  |  |  |  |  |  |  |  |  |  |  |  |  |  |  |  |  |  |
|  |  |  |  |                                                                                            |                                                                                            |                                                                                            |                                                                                            | Favila ? – 739, asztúriai király: 737-739                                                  | Favila ? – 739, asztúriai király: 737-739                                                  | Favila ? – 739, asztúriai király: 737-739                                                                          | Favila ? – 739, asztúriai király: 737-739                                                                          | Favila ? – 739, asztúriai király: 737-739                                                                          | Favila ? – 739, asztúriai király: 737-739                                                                          | | | Ermesinda (? - ?), királyné                                                                  | Ermesinda (? - ?), királyné                                                                  | Ermesinda (? - ?), királyné                                                                                               | Ermesinda (? - ?), királyné                                                                                               | Ermesinda (? - ?), királyné                                                                                               | Ermesinda (? - ?), királyné                                                                                               | | | I. (Katolikus) Alfonz 693 – 757, asztúriai király: 739-757 (Kantábriai-ház)             | I. (Katolikus) Alfonz 693 – 757, asztúriai király: 739-757 (Kantábriai-ház)            | I. (Katolikus) Alfonz 693 – 757, asztúriai király: 739-757 (Kantábriai-ház) | I. (Katolikus) Alfonz 693 – 757, asztúriai király: 739-757 (Kantábriai-ház) | I. (Katolikus) Alfonz 693 – 757, asztúriai király: 739-757 (Kantábriai-ház) | I. (Katolikus) Alfonz 693 – 757, asztúriai király: 739-757 (Kantábriai-ház) | | | | | | | | | | |                                                                                             |                                                                                             |                                                                                             |                                                                                             | Fruela ? – 758 körül/765?, asztúriai "mágnás", (Kantábriai-ház)     | Fruela ? – 758 körül/765?, asztúriai "mágnás", (Kantábriai-ház)     | Fruela ? – 758 körül/765?, asztúriai "mágnás", (Kantábriai-ház) | Fruela ? – 758 körül/765?, asztúriai "mágnás", (Kantábriai-ház) | Fruela ? – 758 körül/765?, asztúriai "mágnás", (Kantábriai-ház)                                         | Fruela ? – 758 körül/765?, asztúriai "mágnás", (Kantábriai-ház)                                         | | | | |  |  |  |  |  |  |  |  |  |  |  |  |  |  |  |  |  |  |  |  |  |  |
|  |  |  |  |                                                                                            |                                                                                            |                                                                                            |                                                                                            | Favila ? – 739, asztúriai király: 737-739                                                  | Favila ? – 739, asztúriai király: 737-739                                                  | Favila ? – 739, asztúriai király: 737-739                                                                          | Favila ? – 739, asztúriai király: 737-739                                                                          | Favila ? – 739, asztúriai király: 737-739                                                                          | Favila ? – 739, asztúriai király: 737-739                                                                          | | | Ermesinda (? - ?), királyné                                                                  | Ermesinda (? - ?), királyné                                                                  | Ermesinda (? - ?), királyné                                                                                               | Ermesinda (? - ?), királyné                                                                                               | Ermesinda (? - ?), királyné                                                                                               | Ermesinda (? - ?), királyné                                                                                               | | | I. (Katolikus) Alfonz 693 – 757, asztúriai király: 739-757 (Kantábriai-ház)             | I. (Katolikus) Alfonz 693 – 757, asztúriai király: 739-757 (Kantábriai-ház)            | I. (Katolikus) Alfonz 693 – 757, asztúriai király: 739-757 (Kantábriai-ház) | I. (Katolikus) Alfonz 693 – 757, asztúriai király: 739-757 (Kantábriai-ház) | I. (Katolikus) Alfonz 693 – 757, asztúriai király: 739-757 (Kantábriai-ház) | I. (Katolikus) Alfonz 693 – 757, asztúriai király: 739-757 (Kantábriai-ház) | | | | | | | | | | |                                                                                             |                                                                                             |                                                                                             |                                                                                             | Fruela ? – 758 körül/765?, asztúriai "mágnás", (Kantábriai-ház)     | Fruela ? – 758 körül/765?, asztúriai "mágnás", (Kantábriai-ház)     | Fruela ? – 758 körül/765?, asztúriai "mágnás", (Kantábriai-ház) | Fruela ? – 758 körül/765?, asztúriai "mágnás", (Kantábriai-ház) | Fruela ? – 758 körül/765?, asztúriai "mágnás", (Kantábriai-ház)                                         | Fruela ? – 758 körül/765?, asztúriai "mágnás", (Kantábriai-ház)                                         | | | | |  |  |  |  |  |  |  |  |  |  |  |  |  |  |  |  |  |  |  |  |  |  |
|  |  |  |  |                                                                                            |                                                                                            |                                                                                            |                                                                                            |                                                                                            |                                                                                            | | | | | | |                                                                                              |                                                                                              | | | | | | |                                                                                         |                                                                                        | | | | | | | | | | | | | | |                                                                                             |                                                                                             |                                                                                             |                                                                                             |                                                                     |                                                                     |                                                                 |                                                                 | | | | | | |  |  |  |  |  |  |  |  |  |  |  |  |  |  |  |  |  |  |  |  |  |  |
|  |  |  |  |                                                                                            |                                                                                            |                                                                                            |                                                                                            |                                                                                            |                                                                                            | | | | | | |                                                                                              |                                                                                              | | | | | | |                                                                                         |                                                                                        | | | | | | | | | | | | | | |                                                                                             |                                                                                             |                                                                                             |                                                                                             |                                                                     |                                                                     |                                                                 |                                                                 | | | | | | |  |  |  |  |  |  |  |  |  |  |  |  |  |  |  |  |  |  |  |  |  |  |
|  |  |  |  |                                                                                            |                                                                                            |                                                                                            |                                                                                            | I. (Kegyetlen) Fruela 722 – 768, asztúriai király: 757-768 (Kantábriai-ház)                | I. (Kegyetlen) Fruela 722 – 768, asztúriai király: 757-768 (Kantábriai-ház)                | I. (Kegyetlen) Fruela 722 – 768, asztúriai király: 757-768 (Kantábriai-ház)                                        | I. (Kegyetlen) Fruela 722 – 768, asztúriai király: 757-768 (Kantábriai-ház)                                        | I. (Kegyetlen) Fruela 722 – 768, asztúriai király: 757-768 (Kantábriai-ház)                                        | I. (Kegyetlen) Fruela 722 – 768, asztúriai király: 757-768 (Kantábriai-ház)                                        | | | Adosinda (? - ?), királyné (Kantábriai-ház)                                                  | Adosinda (? - ?), királyné (Kantábriai-ház)                                                  | Adosinda (? - ?), királyné (Kantábriai-ház)                                                                               | Adosinda (? - ?), királyné (Kantábriai-ház)                                                                               | Adosinda (? - ?), királyné (Kantábriai-ház)                                                                               | Adosinda (? - ?), királyné (Kantábriai-ház)                                                                               | | | Silo ? – 783, asztúriai király: 774-783                                                 | Silo ? – 783, asztúriai király: 774-783                                                | Silo ? – 783, asztúriai király: 774-783 | Silo ? – 783, asztúriai király: 774-783 | Silo ? – 783, asztúriai király: 774-783 | Silo ? – 783, asztúriai király: 774-783 | | | Mauregato ? – 788, asztúriai király: 783-788 (Kantábriai-ház) | Mauregato ? – 788, asztúriai király: 783-788 (Kantábriai-ház) | Mauregato ? – 788, asztúriai király: 783-788 (Kantábriai-ház) | Mauregato ? – 788, asztúriai király: 783-788 (Kantábriai-ház) | Mauregato ? – 788, asztúriai király: 783-788 (Kantábriai-ház) | Mauregato ? – 788, asztúriai király: 783-788 (Kantábriai-ház) | | | Aurelio 740 körül – 774, asztúriai király: 768-774 (Kantábriai-ház)                         | Aurelio 740 körül – 774, asztúriai király: 768-774 (Kantábriai-ház)                         | Aurelio 740 körül – 774, asztúriai király: 768-774 (Kantábriai-ház)                         | Aurelio 740 körül – 774, asztúriai király: 768-774 (Kantábriai-ház)                         | Aurelio 740 körül – 774, asztúriai király: 768-774 (Kantábriai-ház) | Aurelio 740 körül – 774, asztúriai király: 768-774 (Kantábriai-ház) |                                                                 |                                                                 | I. (Diakónus) Bermudo (Vermudo) 750 körül – 797, asztúriai király: 788-791 (lemondott) (Kantábriai-ház) | I. (Diakónus) Bermudo (Vermudo) 750 körül – 797, asztúriai király: 788-791 (lemondott) (Kantábriai-ház) | I. (Diakónus) Bermudo (Vermudo) 750 körül – 797, asztúriai király: 788-791 (lemondott) (Kantábriai-ház) | I. (Diakónus) Bermudo (Vermudo) 750 körül – 797, asztúriai király: 788-791 (lemondott) (Kantábriai-ház) | I. (Diakónus) Bermudo (Vermudo) 750 körül – 797, asztúriai király: 788-791 (lemondott) (Kantábriai-ház) | I. (Diakónus) Bermudo (Vermudo) 750 körül – 797, asztúriai király: 788-791 (lemondott) (Kantábriai-ház) |  |  |  |  |  |  |  |  |  |  |  |  |  |  |  |  |  |  |  |  |  |  |
|  |  |  |  |                                                                                            |                                                                                            |                                                                                            |                                                                                            | I. (Kegyetlen) Fruela 722 – 768, asztúriai király: 757-768 (Kantábriai-ház)                | I. (Kegyetlen) Fruela 722 – 768, asztúriai király: 757-768 (Kantábriai-ház)                | I. (Kegyetlen) Fruela 722 – 768, asztúriai király: 757-768 (Kantábriai-ház)                                        | I. (Kegyetlen) Fruela 722 – 768, asztúriai király: 757-768 (Kantábriai-ház)                                        | I. (Kegyetlen) Fruela 722 – 768, asztúriai király: 757-768 (Kantábriai-ház)                                        | I. (Kegyetlen) Fruela 722 – 768, asztúriai király: 757-768 (Kantábriai-ház)                                        | | | Adosinda (? - ?), királyné (Kantábriai-ház)                                                  | Adosinda (? - ?), királyné (Kantábriai-ház)                                                  | Adosinda (? - ?), királyné (Kantábriai-ház)                                                                               | Adosinda (? - ?), királyné (Kantábriai-ház)                                                                               | Adosinda (? - ?), királyné (Kantábriai-ház)                                                                               | Adosinda (? - ?), királyné (Kantábriai-ház)                                                                               | | | Silo ? – 783, asztúriai király: 774-783                                                 | Silo ? – 783, asztúriai király: 774-783                                                | Silo ? – 783, asztúriai király: 774-783 | Silo ? – 783, asztúriai király: 774-783 | Silo ? – 783, asztúriai király: 774-783 | Silo ? – 783, asztúriai király: 774-783 | | | Mauregato ? – 788, asztúriai király: 783-788 (Kantábriai-ház) | Mauregato ? – 788, asztúriai király: 783-788 (Kantábriai-ház) | Mauregato ? – 788, asztúriai király: 783-788 (Kantábriai-ház) | Mauregato ? – 788, asztúriai király: 783-788 (Kantábriai-ház) | Mauregato ? – 788, asztúriai király: 783-788 (Kantábriai-ház) | Mauregato ? – 788, asztúriai király: 783-788 (Kantábriai-ház) | | | Aurelio 740 körül – 774, asztúriai király: 768-774 (Kantábriai-ház)                         | Aurelio 740 körül – 774, asztúriai király: 768-774 (Kantábriai-ház)                         | Aurelio 740 körül – 774, asztúriai király: 768-774 (Kantábriai-ház)                         | Aurelio 740 körül – 774, asztúriai király: 768-774 (Kantábriai-ház)                         | Aurelio 740 körül – 774, asztúriai király: 768-774 (Kantábriai-ház) | Aurelio 740 körül – 774, asztúriai király: 768-774 (Kantábriai-ház) |                                                                 |                                                                 | I. (Diakónus) Bermudo (Vermudo) 750 körül – 797, asztúriai király: 788-791 (lemondott) (Kantábriai-ház) | I. (Diakónus) Bermudo (Vermudo) 750 körül – 797, asztúriai király: 788-791 (lemondott) (Kantábriai-ház) | I. (Diakónus) Bermudo (Vermudo) 750 körül – 797, asztúriai király: 788-791 (lemondott) (Kantábriai-ház) | I. (Diakónus) Bermudo (Vermudo) 750 körül – 797, asztúriai király: 788-791 (lemondott) (Kantábriai-ház) | I. (Diakónus) Bermudo (Vermudo) 750 körül – 797, asztúriai király: 788-791 (lemondott) (Kantábriai-ház) | I. (Diakónus) Bermudo (Vermudo) 750 körül – 797, asztúriai király: 788-791 (lemondott) (Kantábriai-ház) |  |  |  |  |  |  |  |  |  |  |  |  |  |  |  |  |  |  |  |  |  |  |
|  |  |  |  |                                                                                            |                                                                                            |                                                                                            |                                                                                            |                                                                                            |                                                                                            | | | | | | |                                                                                              |                                                                                              | | | | | | |                                                                                         |                                                                                        | | | | | | | | | | | | | | |                                                                                             |                                                                                             |                                                                                             |                                                                                             |                                                                     |                                                                     |                                                                 |                                                                 | | | | | | |  |  |  |  |  |  |  |  |  |  |  |  |  |  |  |  |  |  |  |  |  |  |
|  |  |  |  |                                                                                            |                                                                                            |                                                                                            |                                                                                            |                                                                                            |                                                                                            | | | | | | |                                                                                              |                                                                                              | | | | | | |                                                                                         |                                                                                        | | | | | | | | | | | | | | |                                                                                             |                                                                                             |                                                                                             |                                                                                             |                                                                     |                                                                     |                                                                 |                                                                 | | | | | | |  |  |  |  |  |  |  |  |  |  |  |  |  |  |  |  |  |  |  |  |  |  |
|  |  |  |  | II. (Tiszta, Szemérmes) Alfonz 760 körül – 842, asztúriai király: 791-842 (Kantábriai-ház) | II. (Tiszta, Szemérmes) Alfonz 760 körül – 842, asztúriai király: 791-842 (Kantábriai-ház) | II. (Tiszta, Szemérmes) Alfonz 760 körül – 842, asztúriai király: 791-842 (Kantábriai-ház) | II. (Tiszta, Szemérmes) Alfonz 760 körül – 842, asztúriai király: 791-842 (Kantábriai-ház) | II. (Tiszta, Szemérmes) Alfonz 760 körül – 842, asztúriai király: 791-842 (Kantábriai-ház) | II. (Tiszta, Szemérmes) Alfonz 760 körül – 842, asztúriai király: 791-842 (Kantábriai-ház) | | | leány (Kantábriai-ház)                                                                                             | leány (Kantábriai-ház)                                                                                             | leány (Kantábriai-ház)                                                                                             | leány (Kantábriai-ház)                                                                                             | leány (Kantábriai-ház)                                                                       | leány (Kantábriai-ház)                                                                       | | | Nepociano ? - ?, asztúriai király (?): 842                                                                                | Nepociano ? - ?, asztúriai király (?): 842                                                                                | Nepociano ? - ?, asztúriai király (?): 842 | Nepociano ? - ?, asztúriai király (?): 842                                                                                | Nepociano ? - ?, asztúriai király (?): 842                                              | Nepociano ? - ?, asztúriai király (?): 842                                             | | | | | | | | | | | | | | |                                                                                             |                                                                                             |                                                                                             |                                                                                             |                                                                     |                                                                     |                                                                 |                                                                 | I. Ramiro 791 körül – 850, asztúriai király: 842-850 (Kantábriai-ház)                                   | I. Ramiro 791 körül – 850, asztúriai király: 842-850 (Kantábriai-ház)                                   | I. Ramiro 791 körül – 850, asztúriai király: 842-850 (Kantábriai-ház)                                   | I. Ramiro 791 körül – 850, asztúriai király: 842-850 (Kantábriai-ház)                                   | I. Ramiro 791 körül – 850, asztúriai király: 842-850 (Kantábriai-ház)                                   | I. Ramiro 791 körül – 850, asztúriai király: 842-850 (Kantábriai-ház)                                   |  |  |  |  |  |  |  |  |  |  |  |  |  |  |  |  |  |  |  |  |  |  |
|  |  |  |  | II. (Tiszta, Szemérmes) Alfonz 760 körül – 842, asztúriai király: 791-842 (Kantábriai-ház) | II. (Tiszta, Szemérmes) Alfonz 760 körül – 842, asztúriai király: 791-842 (Kantábriai-ház) | II. (Tiszta, Szemérmes) Alfonz 760 körül – 842, asztúriai király: 791-842 (Kantábriai-ház) | II. (Tiszta, Szemérmes) Alfonz 760 körül – 842, asztúriai király: 791-842 (Kantábriai-ház) | II. (Tiszta, Szemérmes) Alfonz 760 körül – 842, asztúriai király: 791-842 (Kantábriai-ház) | II. (Tiszta, Szemérmes) Alfonz 760 körül – 842, asztúriai király: 791-842 (Kantábriai-ház) | | | leány (Kantábriai-ház)                                                                                             | leány (Kantábriai-ház)                                                                                             | leány (Kantábriai-ház)                                                                                             | leány (Kantábriai-ház)                                                                                             | leány (Kantábriai-ház)                                                                       | leány (Kantábriai-ház)                                                                       | | | Nepociano ? - ?, asztúriai király (?): 842                                                                                | Nepociano ? - ?, asztúriai király (?): 842                                                                                | Nepociano ? - ?, asztúriai király (?): 842 | Nepociano ? - ?, asztúriai király (?): 842                                                                                | Nepociano ? - ?, asztúriai király (?): 842                                              | Nepociano ? - ?, asztúriai király (?): 842                                             | | | | | | | | | | | | | | |                                                                                             |                                                                                             |                                                                                             |                                                                                             |                                                                     |                                                                     |                                                                 |                                                                 | I. Ramiro 791 körül – 850, asztúriai király: 842-850 (Kantábriai-ház)                                   | I. Ramiro 791 körül – 850, asztúriai király: 842-850 (Kantábriai-ház)                                   | I. Ramiro 791 körül – 850, asztúriai király: 842-850 (Kantábriai-ház)                                   | I. Ramiro 791 körül – 850, asztúriai király: 842-850 (Kantábriai-ház)                                   | I. Ramiro 791 körül – 850, asztúriai király: 842-850 (Kantábriai-ház)                                   | I. Ramiro 791 körül – 850, asztúriai király: 842-850 (Kantábriai-ház)                                   |  |  |  |  |  |  |  |  |  |  |  |  |  |  |  |  |  |  |  |  |  |  |
|  |  |  |  |                                                                                            |                                                                                            |                                                                                            |                                                                                            |                                                                                            |                                                                                            | | | | | | |                                                                                              |                                                                                              | | | | | | |                                                                                         |                                                                                        | | | | | | | | | | | | | | |                                                                                             |                                                                                             |                                                                                             |                                                                                             |                                                                     |                                                                     |                                                                 |                                                                 | | | | | | |  |  |  |  |  |  |  |  |  |  |  |  |  |  |  |  |  |  |  |  |  |  |
|  |  |  |  |                                                                                            |                                                                                            |                                                                                            |                                                                                            |                                                                                            |                                                                                            | | | | | | |                                                                                              |                                                                                              | | | | | | |                                                                                         |                                                                                        | | | | | | | | | | | | | | |                                                                                             |                                                                                             |                                                                                             |                                                                                             |                                                                     |                                                                     |                                                                 |                                                                 | I. Ordoño 821 – 866, asztúriai király: 850-866 (Kantábriai-ház)                                         | | | | | |  |  |  |  |  |  |  |  |  |  |  |  |  |  |  |  |  |  |  |  |  |  |
|  |  |  |  |                                                                                            |                                                                                            |                                                                                            |                                                                                            |                                                                                            |                                                                                            | | | | | | |                                                                                              |                                                                                              | | | | | | |                                                                                         |                                                                                        | | | | | | | | | | | | | | |                                                                                             |                                                                                             |                                                                                             |                                                                                             |                                                                     |                                                                     |                                                                 |                                                                 | | | | | | |  |  |  |  |  |  |  |  |  |  |  |  |  |  |  |  |  |  |  |  |  |  |
|  |  |  |  |                                                                                            |                                                                                            |                                                                                            |                                                                                            |                                                                                            |                                                                                            | | | | | | |                                                                                              |                                                                                              | | | | | | |                                                                                         |                                                                                        | | | | | | | | | | | | | | |                                                                                             |                                                                                             |                                                                                             |                                                                                             |                                                                     |                                                                     |                                                                 |                                                                 | | | | | | |  |  |  |  |  |  |  |  |  |  |  |  |  |  |  |  |  |  |  |  |  |  |
|  |  |  |  |                                                                                            |                                                                                            |                                                                                            |                                                                                            |                                                                                            |                                                                                            | | | III. (Nagy) Alfonz 848/852 – 910, asztúriai király: 866-910 (lemondott,) (Kantábriai-ház)                          | | | |                                                                                              |                                                                                              | | | | | | |                                                                                         |                                                                                        | | | | | | | | | | | | | | |                                                                                             |                                                                                             |                                                                                             |                                                                                             |                                                                     |                                                                     |                                                                 |                                                                 | | | | | | |  |  |  |  |  |  |  |  |  |  |  |  |  |  |  |  |  |  |  |  |  |  |
|  |  |  |  |                                                                                            |                                                                                            |                                                                                            |                                                                                            |                                                                                            |                                                                                            | | | | | | |                                                                                              |                                                                                              | | | | | | |                                                                                         |                                                                                        | | | | | | | | | | | | | | |                                                                                             |                                                                                             |                                                                                             |                                                                                             |                                                                     |                                                                     |                                                                 |                                                                 | | | | | | |  |  |  |  |  |  |  |  |  |  |  |  |  |  |  |  |  |  |  |  |  |  |
|  |  |  |  |                                                                                            |                                                                                            |                                                                                            |                                                                                            |                                                                                            |                                                                                            | | | | | | |                                                                                              |                                                                                              | | | | | | |                                                                                         |                                                                                        | | | | | | | | | | | | | | |                                                                                             |                                                                                             |                                                                                             |                                                                                             |                                                                     |                                                                     |                                                                 |                                                                 | | | | | | |  |  |  |  |  |  |  |  |  |  |  |  |  |  |  |  |  |  |  |  |  |  |
|  |  |  |  | I. García 870 körül – 914, leóni király: 910-914 (Kantábriai-ház)                          | I. García 870 körül – 914, leóni király: 910-914 (Kantábriai-ház)                          | I. García 870 körül – 914, leóni király: 910-914 (Kantábriai-ház)                          | I. García 870 körül – 914, leóni király: 910-914 (Kantábriai-ház)                          | I. García 870 körül – 914, leóni király: 910-914 (Kantábriai-ház)                          | I. García 870 körül – 914, leóni király: 910-914 (Kantábriai-ház)                          | | | II. Ordoño 871 körül – 924, leóni király: 914-924, galiciai király: 910-924 (Kantábriai-ház)                       | II. Ordoño 871 körül – 924, leóni király: 914-924, galiciai király: 910-924 (Kantábriai-ház)                       | II. Ordoño 871 körül – 924, leóni király: 914-924, galiciai király: 910-924 (Kantábriai-ház)                       | II. Ordoño 871 körül – 924, leóni király: 914-924, galiciai király: 910-924 (Kantábriai-ház)                       | II. Ordoño 871 körül – 924, leóni király: 914-924, galiciai király: 910-924 (Kantábriai-ház) | II. Ordoño 871 körül – 924, leóni király: 914-924, galiciai király: 910-924 (Kantábriai-ház) | | | | | | |                                                                                         |                                                                                        | | | | | | | II. (Leprás) Fruela 875–925, leóni király: 924-925, asztúriai király: 910-925 (Kantábriai-ház) | II. (Leprás) Fruela 875–925, leóni király: 924-925, asztúriai király: 910-925 (Kantábriai-ház) | II. (Leprás) Fruela 875–925, leóni király: 924-925, asztúriai király: 910-925 (Kantábriai-ház) | II. (Leprás) Fruela 875–925, leóni király: 924-925, asztúriai király: 910-925 (Kantábriai-ház) | II. (Leprás) Fruela 875–925, leóni király: 924-925, asztúriai király: 910-925 (Kantábriai-ház) | II. (Leprás) Fruela 875–925, leóni király: 924-925, asztúriai király: 910-925 (Kantábriai-ház) | | |                                                                                             |                                                                                             |                                                                                             |                                                                                             |                                                                     |                                                                     |                                                                 |                                                                 | | | | | | |  |  |  |  |  |  |  |  |  |  |  |  |  |  |  |  |  |  |  |  |  |  |
|  |  |  |  | I. García 870 körül – 914, leóni király: 910-914 (Kantábriai-ház)                          | I. García 870 körül – 914, leóni király: 910-914 (Kantábriai-ház)                          | I. García 870 körül – 914, leóni király: 910-914 (Kantábriai-ház)                          | I. García 870 körül – 914, leóni király: 910-914 (Kantábriai-ház)                          | I. García 870 körül – 914, leóni király: 910-914 (Kantábriai-ház)                          | I. García 870 körül – 914, leóni király: 910-914 (Kantábriai-ház)                          | | | II. Ordoño 871 körül – 924, leóni király: 914-924, galiciai király: 910-924 (Kantábriai-ház)                       | II. Ordoño 871 körül – 924, leóni király: 914-924, galiciai király: 910-924 (Kantábriai-ház)                       | II. Ordoño 871 körül – 924, leóni király: 914-924, galiciai király: 910-924 (Kantábriai-ház)                       | II. Ordoño 871 körül – 924, leóni király: 914-924, galiciai király: 910-924 (Kantábriai-ház)                       | II. Ordoño 871 körül – 924, leóni király: 914-924, galiciai király: 910-924 (Kantábriai-ház) | II. Ordoño 871 körül – 924, leóni király: 914-924, galiciai király: 910-924 (Kantábriai-ház) | | | | | | |                                                                                         |                                                                                        | | | | | | | II. (Leprás) Fruela 875–925, leóni király: 924-925, asztúriai király: 910-925 (Kantábriai-ház) | II. (Leprás) Fruela 875–925, leóni király: 924-925, asztúriai király: 910-925 (Kantábriai-ház) | II. (Leprás) Fruela 875–925, leóni király: 924-925, asztúriai király: 910-925 (Kantábriai-ház) | II. (Leprás) Fruela 875–925, leóni király: 924-925, asztúriai király: 910-925 (Kantábriai-ház) | II. (Leprás) Fruela 875–925, leóni király: 924-925, asztúriai király: 910-925 (Kantábriai-ház) | II. (Leprás) Fruela 875–925, leóni király: 924-925, asztúriai király: 910-925 (Kantábriai-ház) | | |                                                                                             |                                                                                             |                                                                                             |                                                                                             |                                                                     |                                                                     |                                                                 |                                                                 | | | | | | |  |  |  |  |  |  |  |  |  |  |  |  |  |  |  |  |  |  |  |  |  |  |
|  |  |  |  |                                                                                            |                                                                                            |                                                                                            |                                                                                            |                                                                                            |                                                                                            | | | | | | |                                                                                              |                                                                                              | | | | | | |                                                                                         |                                                                                        | | | | | | | | | | | | | | |                                                                                             |                                                                                             |                                                                                             |                                                                                             |                                                                     |                                                                     |                                                                 |                                                                 | | | | | | |  |  |  |  |  |  |  |  |  |  |  |  |  |  |  |  |  |  |  |  |  |  |
|  |  |  |  | Sancho Ordoñez 896–929, galiciai király: 926-929 (Kantábriai-ház)                          | Sancho Ordoñez 896–929, galiciai király: 926-929 (Kantábriai-ház)                          | Sancho Ordoñez 896–929, galiciai király: 926-929 (Kantábriai-ház)                          | Sancho Ordoñez 896–929, galiciai király: 926-929 (Kantábriai-ház)                          | Sancho Ordoñez 896–929, galiciai király: 926-929 (Kantábriai-ház)                          | Sancho Ordoñez 896–929, galiciai király: 926-929 (Kantábriai-ház)                          | | | IV. (Szerzetes) Alfonz 899 körül – 933, leóni király: 926-931 (lemondott) (Kantábriai-ház)                         | IV. (Szerzetes) Alfonz 899 körül – 933, leóni király: 926-931 (lemondott) (Kantábriai-ház)                         | IV. (Szerzetes) Alfonz 899 körül – 933, leóni király: 926-931 (lemondott) (Kantábriai-ház)                         | IV. (Szerzetes) Alfonz 899 körül – 933, leóni király: 926-931 (lemondott) (Kantábriai-ház)                         | IV. (Szerzetes) Alfonz 899 körül – 933, leóni király: 926-931 (lemondott) (Kantábriai-ház)   | IV. (Szerzetes) Alfonz 899 körül – 933, leóni király: 926-931 (lemondott) (Kantábriai-ház)   | | | | | | | II. (Nagy) Ramiro 898 körül – 951, leóni király: 931-951 (Kantábriai-ház)               | II. (Nagy) Ramiro 898 körül – 951, leóni király: 931-951 (Kantábriai-ház)              | II. (Nagy) Ramiro 898 körül – 951, leóni király: 931-951 (Kantábriai-ház) | II. (Nagy) Ramiro 898 körül – 951, leóni király: 931-951 (Kantábriai-ház) | II. (Nagy) Ramiro 898 körül – 951, leóni király: 931-951 (Kantábriai-ház) | II. (Nagy) Ramiro 898 körül – 951, leóni király: 931-951 (Kantábriai-ház) | | | Froilaz Alfonz ? – 931 körül, leóni király: 925-926 (trónfosztva,), (Kantábriai-ház) | Froilaz Alfonz ? – 931 körül, leóni király: 925-926 (trónfosztva,), (Kantábriai-ház) | Froilaz Alfonz ? – 931 körül, leóni király: 925-926 (trónfosztva,), (Kantábriai-ház) | Froilaz Alfonz ? – 931 körül, leóni király: 925-926 (trónfosztva,), (Kantábriai-ház) | Froilaz Alfonz ? – 931 körül, leóni király: 925-926 (trónfosztva,), (Kantábriai-ház) | Froilaz Alfonz ? – 931 körül, leóni király: 925-926 (trónfosztva,), (Kantábriai-ház) | | |                                                                                             |                                                                                             |                                                                                             |                                                                                             |                                                                     |                                                                     |                                                                 |                                                                 | | | | | | |  |  |  |  |  |  |  |  |  |  |  |  |  |  |  |  |  |  |  |  |  |  |
|  |  |  |  | Sancho Ordoñez 896–929, galiciai király: 926-929 (Kantábriai-ház)                          | Sancho Ordoñez 896–929, galiciai király: 926-929 (Kantábriai-ház)                          | Sancho Ordoñez 896–929, galiciai király: 926-929 (Kantábriai-ház)                          | Sancho Ordoñez 896–929, galiciai király: 926-929 (Kantábriai-ház)                          | Sancho Ordoñez 896–929, galiciai király: 926-929 (Kantábriai-ház)                          | Sancho Ordoñez 896–929, galiciai király: 926-929 (Kantábriai-ház)                          | | | IV. (Szerzetes) Alfonz 899 körül – 933, leóni király: 926-931 (lemondott) (Kantábriai-ház)                         | IV. (Szerzetes) Alfonz 899 körül – 933, leóni király: 926-931 (lemondott) (Kantábriai-ház)                         | IV. (Szerzetes) Alfonz 899 körül – 933, leóni király: 926-931 (lemondott) (Kantábriai-ház)                         | IV. (Szerzetes) Alfonz 899 körül – 933, leóni király: 926-931 (lemondott) (Kantábriai-ház)                         | IV. (Szerzetes) Alfonz 899 körül – 933, leóni király: 926-931 (lemondott) (Kantábriai-ház)   | IV. (Szerzetes) Alfonz 899 körül – 933, leóni király: 926-931 (lemondott) (Kantábriai-ház)   | | | | | | | II. (Nagy) Ramiro 898 körül – 951, leóni király: 931-951 (Kantábriai-ház)               | II. (Nagy) Ramiro 898 körül – 951, leóni király: 931-951 (Kantábriai-ház)              | II. (Nagy) Ramiro 898 körül – 951, leóni király: 931-951 (Kantábriai-ház) | II. (Nagy) Ramiro 898 körül – 951, leóni király: 931-951 (Kantábriai-ház) | II. (Nagy) Ramiro 898 körül – 951, leóni király: 931-951 (Kantábriai-ház) | II. (Nagy) Ramiro 898 körül – 951, leóni király: 931-951 (Kantábriai-ház) | | | Froilaz Alfonz ? – 931 körül, leóni király: 925-926 (trónfosztva,), (Kantábriai-ház) | Froilaz Alfonz ? – 931 körül, leóni király: 925-926 (trónfosztva,), (Kantábriai-ház) | Froilaz Alfonz ? – 931 körül, leóni király: 925-926 (trónfosztva,), (Kantábriai-ház) | Froilaz Alfonz ? – 931 körül, leóni király: 925-926 (trónfosztva,), (Kantábriai-ház) | Froilaz Alfonz ? – 931 körül, leóni király: 925-926 (trónfosztva,), (Kantábriai-ház) | Froilaz Alfonz ? – 931 körül, leóni király: 925-926 (trónfosztva,), (Kantábriai-ház) | | |                                                                                             |                                                                                             |                                                                                             |                                                                                             |                                                                     |                                                                     |                                                                 |                                                                 | | | | | | |  |  |  |  |  |  |  |  |  |  |  |  |  |  |  |  |  |  |  |  |  |  |
|  |  |  |  |                                                                                            |                                                                                            |                                                                                            |                                                                                            |                                                                                            |                                                                                            | | | | | | |                                                                                              |                                                                                              | | | | | | |                                                                                         |                                                                                        | | | | | | | | | | | | | | |                                                                                             |                                                                                             |                                                                                             |                                                                                             |                                                                     |                                                                     |                                                                 |                                                                 | | | | | | |  |  |  |  |  |  |  |  |  |  |  |  |  |  |  |  |  |  |  |  |  |  |
|  |  |  |  |                                                                                            |                                                                                            |                                                                                            |                                                                                            |                                                                                            |                                                                                            | | | IV. (Rossz) Ordoño 925 körül – 962/963, leóni király: 958-960 (Kantábriai-ház)                                     | IV. (Rossz) Ordoño 925 körül – 962/963, leóni király: 958-960 (Kantábriai-ház)                                     | IV. (Rossz) Ordoño 925 körül – 962/963, leóni király: 958-960 (Kantábriai-ház)                                     | IV. (Rossz) Ordoño 925 körül – 962/963, leóni király: 958-960 (Kantábriai-ház)                                     | IV. (Rossz) Ordoño 925 körül – 962/963, leóni király: 958-960 (Kantábriai-ház)               | IV. (Rossz) Ordoño 925 körül – 962/963, leóni király: 958-960 (Kantábriai-ház)               | | | III. Ordoño 925 körül – 956, leóni király: 951-956 (Kantábriai-ház)                                                       | III. Ordoño 925 körül – 956, leóni király: 951-956 (Kantábriai-ház)                                                       | III. Ordoño 925 körül – 956, leóni király: 951-956 (Kantábriai-ház) | III. Ordoño 925 körül – 956, leóni király: 951-956 (Kantábriai-ház)                                                       | III. Ordoño 925 körül – 956, leóni király: 951-956 (Kantábriai-ház)                     | III. Ordoño 925 körül – 956, leóni király: 951-956 (Kantábriai-ház)                    | | | I. (Kövér) Sancho 935 körül – 966, leóni király: 956-958 (trónfosztva) és 960-966 (Kantábriai-ház) | I. (Kövér) Sancho 935 körül – 966, leóni király: 956-958 (trónfosztva) és 960-966 (Kantábriai-ház) | I. (Kövér) Sancho 935 körül – 966, leóni király: 956-958 (trónfosztva) és 960-966 (Kantábriai-ház) | I. (Kövér) Sancho 935 körül – 966, leóni király: 956-958 (trónfosztva) és 960-966 (Kantábriai-ház) | I. (Kövér) Sancho 935 körül – 966, leóni király: 956-958 (trónfosztva) és 960-966 (Kantábriai-ház) | I. (Kövér) Sancho 935 körül – 966, leóni király: 956-958 (trónfosztva) és 960-966 (Kantábriai-ház) | | | | | | |                                                                                             |                                                                                             |                                                                                             |                                                                                             |                                                                     |                                                                     |                                                                 |                                                                 | | | | | | |  |  |  |  |  |  |  |  |  |  |  |  |  |  |  |  |  |  |  |  |  |  |
|  |  |  |  |                                                                                            |                                                                                            |                                                                                            |                                                                                            |                                                                                            |                                                                                            | | | IV. (Rossz) Ordoño 925 körül – 962/963, leóni király: 958-960 (Kantábriai-ház)                                     | IV. (Rossz) Ordoño 925 körül – 962/963, leóni király: 958-960 (Kantábriai-ház)                                     | IV. (Rossz) Ordoño 925 körül – 962/963, leóni király: 958-960 (Kantábriai-ház)                                     | IV. (Rossz) Ordoño 925 körül – 962/963, leóni király: 958-960 (Kantábriai-ház)                                     | IV. (Rossz) Ordoño 925 körül – 962/963, leóni király: 958-960 (Kantábriai-ház)               | IV. (Rossz) Ordoño 925 körül – 962/963, leóni király: 958-960 (Kantábriai-ház)               | | | III. Ordoño 925 körül – 956, leóni király: 951-956 (Kantábriai-ház)                                                       | III. Ordoño 925 körül – 956, leóni király: 951-956 (Kantábriai-ház)                                                       | III. Ordoño 925 körül – 956, leóni király: 951-956 (Kantábriai-ház) | III. Ordoño 925 körül – 956, leóni király: 951-956 (Kantábriai-ház)                                                       | III. Ordoño 925 körül – 956, leóni király: 951-956 (Kantábriai-ház)                     | III. Ordoño 925 körül – 956, leóni király: 951-956 (Kantábriai-ház)                    | | | I. (Kövér) Sancho 935 körül – 966, leóni király: 956-958 (trónfosztva) és 960-966 (Kantábriai-ház) | I. (Kövér) Sancho 935 körül – 966, leóni király: 956-958 (trónfosztva) és 960-966 (Kantábriai-ház) | I. (Kövér) Sancho 935 körül – 966, leóni király: 956-958 (trónfosztva) és 960-966 (Kantábriai-ház) | I. (Kövér) Sancho 935 körül – 966, leóni király: 956-958 (trónfosztva) és 960-966 (Kantábriai-ház) | I. (Kövér) Sancho 935 körül – 966, leóni király: 956-958 (trónfosztva) és 960-966 (Kantábriai-ház) | I. (Kövér) Sancho 935 körül – 966, leóni király: 956-958 (trónfosztva) és 960-966 (Kantábriai-ház) | | | | | | |                                                                                             |                                                                                             |                                                                                             |                                                                                             |                                                                     |                                                                     |                                                                 |                                                                 | | | | | | |  |  |  |  |  |  |  |  |  |  |  |  |  |  |  |  |  |  |  |  |  |  |
|  |  |  |  |                                                                                            |                                                                                            |                                                                                            |                                                                                            |                                                                                            |                                                                                            | | | | | | |                                                                                              |                                                                                              | | | II. (Köszvényes) Bermudo (Vermudo) 948/953–999, leóni király: 985-999 (Kantábriai-ház)                                    | II. (Köszvényes) Bermudo (Vermudo) 948/953–999, leóni király: 985-999 (Kantábriai-ház)                                    | II. (Köszvényes) Bermudo (Vermudo) 948/953–999, leóni király: 985-999 (Kantábriai-ház)                                                                                    | II. (Köszvényes) Bermudo (Vermudo) 948/953–999, leóni király: 985-999 (Kantábriai-ház)                                    | II. (Köszvényes) Bermudo (Vermudo) 948/953–999, leóni király: 985-999 (Kantábriai-ház)  | II. (Köszvényes) Bermudo (Vermudo) 948/953–999, leóni király: 985-999 (Kantábriai-ház) | | | III. (Gyermek) Ramiro 961–985, leóni király: 966-985 (Kantábriai-ház) | III. (Gyermek) Ramiro 961–985, leóni király: 966-985 (Kantábriai-ház) | III. (Gyermek) Ramiro 961–985, leóni király: 966-985 (Kantábriai-ház) | III. (Gyermek) Ramiro 961–985, leóni király: 966-985 (Kantábriai-ház) | III. (Gyermek) Ramiro 961–985, leóni király: 966-985 (Kantábriai-ház) | III. (Gyermek) Ramiro 961–985, leóni király: 966-985 (Kantábriai-ház) | | | | | | |                                                                                             |                                                                                             |                                                                                             |                                                                                             |                                                                     |                                                                     |                                                                 |                                                                 | | | | | | |  |  |  |  |  |  |  |  |  |  |  |  |  |  |  |  |  |  |  |  |  |  |
|  |  |  |  |                                                                                            |                                                                                            |                                                                                            |                                                                                            |                                                                                            |                                                                                            | | | | | | |                                                                                              |                                                                                              | | | II. (Köszvényes) Bermudo (Vermudo) 948/953–999, leóni király: 985-999 (Kantábriai-ház)                                    | II. (Köszvényes) Bermudo (Vermudo) 948/953–999, leóni király: 985-999 (Kantábriai-ház)                                    | II. (Köszvényes) Bermudo (Vermudo) 948/953–999, leóni király: 985-999 (Kantábriai-ház)                                                                                    | II. (Köszvényes) Bermudo (Vermudo) 948/953–999, leóni király: 985-999 (Kantábriai-ház)                                    | II. (Köszvényes) Bermudo (Vermudo) 948/953–999, leóni király: 985-999 (Kantábriai-ház)  | II. (Köszvényes) Bermudo (Vermudo) 948/953–999, leóni király: 985-999 (Kantábriai-ház) | | | III. (Gyermek) Ramiro 961–985, leóni király: 966-985 (Kantábriai-ház) | III. (Gyermek) Ramiro 961–985, leóni király: 966-985 (Kantábriai-ház) | III. (Gyermek) Ramiro 961–985, leóni király: 966-985 (Kantábriai-ház) | III. (Gyermek) Ramiro 961–985, leóni király: 966-985 (Kantábriai-ház) | III. (Gyermek) Ramiro 961–985, leóni király: 966-985 (Kantábriai-ház) | III. (Gyermek) Ramiro 961–985, leóni király: 966-985 (Kantábriai-ház) | | | | | | |                                                                                             |                                                                                             |                                                                                             |                                                                                             |                                                                     |                                                                     |                                                                 |                                                                 | | | | | | |  |  |  |  |  |  |  |  |  |  |  |  |  |  |  |  |  |  |  |  |  |  |
|  |  |  |  |                                                                                            |                                                                                            |                                                                                            |                                                                                            |                                                                                            |                                                                                            | | | | | | |                                                                                              |                                                                                              | | | V. (Nemes) Alfonz 994 körül – 1028, leóni király: 999-1028 (Kantábriai-ház)                                               | | | |                                                                                         |                                                                                        | | | | | | | | | | | | | | |                                                                                             |                                                                                             |                                                                                             |                                                                                             |                                                                     |                                                                     |                                                                 |                                                                 | | | | | | |  |  |  |  |  |  |  |  |  |  |  |  |  |  |  |  |  |  |  |  |  |  |
|  |  |  |  |                                                                                            |                                                                                            |                                                                                            |                                                                                            |                                                                                            |                                                                                            | | | | | | |                                                                                              |                                                                                              | | | | | | |                                                                                         |                                                                                        | | | | | | | | | | | | | | |                                                                                             |                                                                                             |                                                                                             |                                                                                             |                                                                     |                                                                     |                                                                 |                                                                 | | | | | | |  |  |  |  |  |  |  |  |  |  |  |  |  |  |  |  |  |  |  |  |  |  |
|  |  |  |  |                                                                                            |                                                                                            |                                                                                            |                                                                                            |                                                                                            |                                                                                            | | | | | | |                                                                                              |                                                                                              | | | | | | |                                                                                         |                                                                                        | | | | | | | | | | | | | | |                                                                                             |                                                                                             |                                                                                             |                                                                                             |                                                                     |                                                                     |                                                                 |                                                                 | | | | | | |  |  |  |  |  |  |  |  |  |  |  |  |  |  |  |  |  |  |  |  |  |  |
|  |  |  |  |                                                                                            |                                                                                            |                                                                                            |                                                                                            |                                                                                            |                                                                                            | | | | | | | III. Bermudo (Vermudo) 1017–1037, leóni király: 1028-1037 (Kantábriai-ház)                   | III. Bermudo (Vermudo) 1017–1037, leóni király: 1028-1037 (Kantábriai-ház)                   | III. Bermudo (Vermudo) 1017–1037, leóni király: 1028-1037 (Kantábriai-ház)                                                | III. Bermudo (Vermudo) 1017–1037, leóni király: 1028-1037 (Kantábriai-ház)                                                | III. Bermudo (Vermudo) 1017–1037, leóni király: 1028-1037 (Kantábriai-ház)                                                | III. Bermudo (Vermudo) 1017–1037, leóni király: 1028-1037 (Kantábriai-ház)                                                | | | Sancha 1018 körül – 1067, kasztíliai, majd leóni királyné (Kantábriai-ház)              | Sancha 1018 körül – 1067, kasztíliai, majd leóni királyné (Kantábriai-ház)             | Sancha 1018 körül – 1067, kasztíliai, majd leóni királyné (Kantábriai-ház) | Sancha 1018 körül – 1067, kasztíliai, majd leóni királyné (Kantábriai-ház) | Sancha 1018 körül – 1067, kasztíliai, majd leóni királyné (Kantábriai-ház) | Sancha 1018 körül – 1067, kasztíliai, majd leóni királyné (Kantábriai-ház) | | | I. (Nagy) Ferdinánd 1016 körül – 1065, kasztíliai király: 1035-1065, leóni király: 1037-1065 (Jimeno-ház) | I. (Nagy) Ferdinánd 1016 körül – 1065, kasztíliai király: 1035-1065, leóni király: 1037-1065 (Jimeno-ház) | I. (Nagy) Ferdinánd 1016 körül – 1065, kasztíliai király: 1035-1065, leóni király: 1037-1065 (Jimeno-ház) | I. (Nagy) Ferdinánd 1016 körül – 1065, kasztíliai király: 1035-1065, leóni király: 1037-1065 (Jimeno-ház) | I. (Nagy) Ferdinánd 1016 körül – 1065, kasztíliai király: 1035-1065, leóni király: 1037-1065 (Jimeno-ház) | I. (Nagy) Ferdinánd 1016 körül – 1065, kasztíliai király: 1035-1065, leóni király: 1037-1065 (Jimeno-ház) | | |                                                                                             |                                                                                             |                                                                                             |                                                                                             |                                                                     |                                                                     |                                                                 |                                                                 | | | | | | |  |  |  |  |  |  |  |  |  |  |  |  |  |  |  |  |  |  |  |  |  |  |
|  |  |  |  |                                                                                            |                                                                                            |                                                                                            |                                                                                            |                                                                                            |                                                                                            | | | | | | | III. Bermudo (Vermudo) 1017–1037, leóni király: 1028-1037 (Kantábriai-ház)                   | III. Bermudo (Vermudo) 1017–1037, leóni király: 1028-1037 (Kantábriai-ház)                   | III. Bermudo (Vermudo) 1017–1037, leóni király: 1028-1037 (Kantábriai-ház)                                                | III. Bermudo (Vermudo) 1017–1037, leóni király: 1028-1037 (Kantábriai-ház)                                                | III. Bermudo (Vermudo) 1017–1037, leóni király: 1028-1037 (Kantábriai-ház)                                                | III. Bermudo (Vermudo) 1017–1037, leóni király: 1028-1037 (Kantábriai-ház)                                                | | | Sancha 1018 körül – 1067, kasztíliai, majd leóni királyné (Kantábriai-ház)              | Sancha 1018 körül – 1067, kasztíliai, majd leóni királyné (Kantábriai-ház)             | Sancha 1018 körül – 1067, kasztíliai, majd leóni királyné (Kantábriai-ház) | Sancha 1018 körül – 1067, kasztíliai, majd leóni királyné (Kantábriai-ház) | Sancha 1018 körül – 1067, kasztíliai, majd leóni királyné (Kantábriai-ház) | Sancha 1018 körül – 1067, kasztíliai, majd leóni királyné (Kantábriai-ház) | | | I. (Nagy) Ferdinánd 1016 körül – 1065, kasztíliai király: 1035-1065, leóni király: 1037-1065 (Jimeno-ház) | I. (Nagy) Ferdinánd 1016 körül – 1065, kasztíliai király: 1035-1065, leóni király: 1037-1065 (Jimeno-ház) | I. (Nagy) Ferdinánd 1016 körül – 1065, kasztíliai király: 1035-1065, leóni király: 1037-1065 (Jimeno-ház) | I. (Nagy) Ferdinánd 1016 körül – 1065, kasztíliai király: 1035-1065, leóni király: 1037-1065 (Jimeno-ház) | I. (Nagy) Ferdinánd 1016 körül – 1065, kasztíliai király: 1035-1065, leóni király: 1037-1065 (Jimeno-ház) | I. (Nagy) Ferdinánd 1016 körül – 1065, kasztíliai király: 1035-1065, leóni király: 1037-1065 (Jimeno-ház) | | |                                                                                             |                                                                                             |                                                                                             |                                                                                             |                                                                     |                                                                     |                                                                 |                                                                 | | | | | | |  |  |  |  |  |  |  |  |  |  |  |  |  |  |  |  |  |  |  |  |  |  |
|  |  |  |  |                                                                                            |                                                                                            |                                                                                            |                                                                                            |                                                                                            |                                                                                            | | | | | | |                                                                                              |                                                                                              | | | | | | |                                                                                         |                                                                                        | | | | | | | | | | | | | | |                                                                                             |                                                                                             |                                                                                             |                                                                                             |                                                                     |                                                                     |                                                                 |                                                                 | | | | | | |  |  |  |  |  |  |  |  |  |  |  |  |  |  |  |  |  |  |  |  |  |  |
|  |  |  |  |                                                                                            |                                                                                            |                                                                                            |                                                                                            |                                                                                            |                                                                                            | | | | | | |                                                                                              |                                                                                              | | | | | | |                                                                                         |                                                                                        | | | | | | | | | | | | | | |                                                                                             |                                                                                             |                                                                                             |                                                                                             |                                                                     |                                                                     |                                                                 |                                                                 | | | | | | |  |  |  |  |  |  |  |  |  |  |  |  |  |  |  |  |  |  |  |  |  |  |
|  |  |  |  |                                                                                            |                                                                                            |                                                                                            |                                                                                            |                                                                                            |                                                                                            | | | | | | |                                                                                              |                                                                                              | | | II. (Erős) Sancho 1038/1039 – 1072, kasztíliai király: 1065–1072 (Jimeno-ház)                                             | II. (Erős) Sancho 1038/1039 – 1072, kasztíliai király: 1065–1072 (Jimeno-ház)                                             | II. (Erős) Sancho 1038/1039 – 1072, kasztíliai király: 1065–1072 (Jimeno-ház)                                                                                             | II. (Erős) Sancho 1038/1039 – 1072, kasztíliai király: 1065–1072 (Jimeno-ház)                                             | II. (Erős) Sancho 1038/1039 – 1072, kasztíliai király: 1065–1072 (Jimeno-ház)           | II. (Erős) Sancho 1038/1039 – 1072, kasztíliai király: 1065–1072 (Jimeno-ház)          | | | VI. (Bátor, Vitéz) Alfonz 1040/1041 – 1109, leóni király: 1065-1109, kasztíliai király: 1072-1109 (Jimeno-ház) | VI. (Bátor, Vitéz) Alfonz 1040/1041 – 1109, leóni király: 1065-1109, kasztíliai király: 1072-1109 (Jimeno-ház) | VI. (Bátor, Vitéz) Alfonz 1040/1041 – 1109, leóni király: 1065-1109, kasztíliai király: 1072-1109 (Jimeno-ház) | VI. (Bátor, Vitéz) Alfonz 1040/1041 – 1109, leóni király: 1065-1109, kasztíliai király: 1072-1109 (Jimeno-ház) | VI. (Bátor, Vitéz) Alfonz 1040/1041 – 1109, leóni király: 1065-1109, kasztíliai király: 1072-1109 (Jimeno-ház) | VI. (Bátor, Vitéz) Alfonz 1040/1041 – 1109, leóni király: 1065-1109, kasztíliai király: 1072-1109 (Jimeno-ház) | | | II. García 1042–1090, galiciai király: 1065–1071 (elűzve,) (Jimeno-ház) | II. García 1042–1090, galiciai király: 1065–1071 (elűzve,) (Jimeno-ház) | II. García 1042–1090, galiciai király: 1065–1071 (elűzve,) (Jimeno-ház) | II. García 1042–1090, galiciai király: 1065–1071 (elűzve,) (Jimeno-ház) | II. García 1042–1090, galiciai király: 1065–1071 (elűzve,) (Jimeno-ház)                     | II. García 1042–1090, galiciai király: 1065–1071 (elűzve,) (Jimeno-ház)                     |                                                                                             |                                                                                             |                                                                     |                                                                     |                                                                 |                                                                 | | | | | | |  |  |  |  |  |  |  |  |  |  |  |  |  |  |  |  |  |  |  |  |  |  |
|  |  |  |  |                                                                                            |                                                                                            |                                                                                            |                                                                                            |                                                                                            |                                                                                            | | | | | | |                                                                                              |                                                                                              | | | II. (Erős) Sancho 1038/1039 – 1072, kasztíliai király: 1065–1072 (Jimeno-ház)                                             | II. (Erős) Sancho 1038/1039 – 1072, kasztíliai király: 1065–1072 (Jimeno-ház)                                             | II. (Erős) Sancho 1038/1039 – 1072, kasztíliai király: 1065–1072 (Jimeno-ház)                                                                                             | II. (Erős) Sancho 1038/1039 – 1072, kasztíliai király: 1065–1072 (Jimeno-ház)                                             | II. (Erős) Sancho 1038/1039 – 1072, kasztíliai király: 1065–1072 (Jimeno-ház)           | II. (Erős) Sancho 1038/1039 – 1072, kasztíliai király: 1065–1072 (Jimeno-ház)          | | | VI. (Bátor, Vitéz) Alfonz 1040/1041 – 1109, leóni király: 1065-1109, kasztíliai király: 1072-1109 (Jimeno-ház) | VI. (Bátor, Vitéz) Alfonz 1040/1041 – 1109, leóni király: 1065-1109, kasztíliai király: 1072-1109 (Jimeno-ház) | VI. (Bátor, Vitéz) Alfonz 1040/1041 – 1109, leóni király: 1065-1109, kasztíliai király: 1072-1109 (Jimeno-ház) | VI. (Bátor, Vitéz) Alfonz 1040/1041 – 1109, leóni király: 1065-1109, kasztíliai király: 1072-1109 (Jimeno-ház) | VI. (Bátor, Vitéz) Alfonz 1040/1041 – 1109, leóni király: 1065-1109, kasztíliai király: 1072-1109 (Jimeno-ház) | VI. (Bátor, Vitéz) Alfonz 1040/1041 – 1109, leóni király: 1065-1109, kasztíliai király: 1072-1109 (Jimeno-ház) | | | II. García 1042–1090, galiciai király: 1065–1071 (elűzve,) (Jimeno-ház) | II. García 1042–1090, galiciai király: 1065–1071 (elűzve,) (Jimeno-ház) | II. García 1042–1090, galiciai király: 1065–1071 (elűzve,) (Jimeno-ház) | II. García 1042–1090, galiciai király: 1065–1071 (elűzve,) (Jimeno-ház) | II. García 1042–1090, galiciai király: 1065–1071 (elűzve,) (Jimeno-ház)                     | II. García 1042–1090, galiciai király: 1065–1071 (elűzve,) (Jimeno-ház)                     |                                                                                             |                                                                                             |                                                                     |                                                                     |                                                                 |                                                                 | | | | | | |  |  |  |  |  |  |  |  |  |  |  |  |  |  |  |  |  |  |  |  |  |  |
|  |  |  |  |                                                                                            |                                                                                            |                                                                                            |                                                                                            |                                                                                            |                                                                                            | | | | | | |                                                                                              |                                                                                              | | | Burgundiai Rajmund 1070 körül – 1107, gróf (Ivreai-ház)                                                                   | Burgundiai Rajmund 1070 körül – 1107, gróf (Ivreai-ház)                                                                   | Burgundiai Rajmund 1070 körül – 1107, gróf (Ivreai-ház) | Burgundiai Rajmund 1070 körül – 1107, gróf (Ivreai-ház)                                                                   | Burgundiai Rajmund 1070 körül – 1107, gróf (Ivreai-ház)                                 | Burgundiai Rajmund 1070 körül – 1107, gróf (Ivreai-ház)                                | | | Urraca 1081–1126, kasztíliai és leóni királynő: 1109-1126 (Jimeno-ház) | Urraca 1081–1126, kasztíliai és leóni királynő: 1109-1126 (Jimeno-ház) | Urraca 1081–1126, kasztíliai és leóni királynő: 1109-1126 (Jimeno-ház) | Urraca 1081–1126, kasztíliai és leóni királynő: 1109-1126 (Jimeno-ház) | Urraca 1081–1126, kasztíliai és leóni királynő: 1109-1126 (Jimeno-ház) | Urraca 1081–1126, kasztíliai és leóni királynő: 1109-1126 (Jimeno-ház) | | | | | | |                                                                                             |                                                                                             |                                                                                             |                                                                                             |                                                                     |                                                                     |                                                                 |                                                                 | | | | | | |  |  |  |  |  |  |  |  |  |  |  |  |  |  |  |  |  |  |  |  |  |  |
|  |  |  |  |                                                                                            |                                                                                            |                                                                                            |                                                                                            |                                                                                            |                                                                                            | | | | | | |                                                                                              |                                                                                              | | | Burgundiai Rajmund 1070 körül – 1107, gróf (Ivreai-ház)                                                                   | Burgundiai Rajmund 1070 körül – 1107, gróf (Ivreai-ház)                                                                   | Burgundiai Rajmund 1070 körül – 1107, gróf (Ivreai-ház) | Burgundiai Rajmund 1070 körül – 1107, gróf (Ivreai-ház)                                                                   | Burgundiai Rajmund 1070 körül – 1107, gróf (Ivreai-ház)                                 | Burgundiai Rajmund 1070 körül – 1107, gróf (Ivreai-ház)                                | | | Urraca 1081–1126, kasztíliai és leóni királynő: 1109-1126 (Jimeno-ház) | Urraca 1081–1126, kasztíliai és leóni királynő: 1109-1126 (Jimeno-ház) | Urraca 1081–1126, kasztíliai és leóni királynő: 1109-1126 (Jimeno-ház) | Urraca 1081–1126, kasztíliai és leóni királynő: 1109-1126 (Jimeno-ház) | Urraca 1081–1126, kasztíliai és leóni királynő: 1109-1126 (Jimeno-ház) | Urraca 1081–1126, kasztíliai és leóni királynő: 1109-1126 (Jimeno-ház) | | | | | | |                                                                                             |                                                                                             |                                                                                             |                                                                                             |                                                                     |                                                                     |                                                                 |                                                                 | | | | | | |  |  |  |  |  |  |  |  |  |  |  |  |  |  |  |  |  |  |  |  |  |  |
|  |  |  |  |                                                                                            |                                                                                            |                                                                                            |                                                                                            |                                                                                            |                                                                                            | | | | | | |                                                                                              |                                                                                              | | | | | | |                                                                                         |                                                                                        | | | | | | | | | | | | | | |                                                                                             |                                                                                             |                                                                                             |                                                                                             |                                                                     |                                                                     |                                                                 |                                                                 | | | | | | |  |  |  |  |  |  |  |  |  |  |  |  |  |  |  |  |  |  |  |  |  |  |
|  |  |  |  |                                                                                            |                                                                                            |                                                                                            |                                                                                            |                                                                                            |                                                                                            | | | | | | |                                                                                              |                                                                                              | | | | | | | VII. (Császár) Alfonz 1105–1157, kasztíliai ás leóni király: 1126-1157 (Burgundiai-ház) |                                                                                        | | | | | | | | | | | | | | |                                                                                             |                                                                                             |                                                                                             |                                                                                             |                                                                     |                                                                     |                                                                 |                                                                 | | | | | | |  |  |  |  |  |  |  |  |  |  |  |  |  |  |  |  |  |  |  |  |  |  |
|  |  |  |  |                                                                                            |                                                                                            |                                                                                            |                                                                                            |                                                                                            |                                                                                            | | | | | | |                                                                                              |                                                                                              | | | | | | |                                                                                         |                                                                                        | | | | | | | | | | | | | | |                                                                                             |                                                                                             |                                                                                             |                                                                                             |                                                                     |                                                                     |                                                                 |                                                                 | | | | | | |  |  |  |  |  |  |  |  |  |  |  |  |  |  |  |  |  |  |  |  |  |  |
|  |  |  |  |                                                                                            |                                                                                            |                                                                                            |                                                                                            |                                                                                            |                                                                                            | | | | | | |                                                                                              |                                                                                              | | | | | | |                                                                                         |                                                                                        | | | | | | | | | | | | | | |                                                                                             |                                                                                             |                                                                                             |                                                                                             |                                                                     |                                                                     |                                                                 |                                                                 | | | | | | |  |  |  |  |  |  |  |  |  |  |  |  |  |  |  |  |  |  |  |  |  |  |
|  |  |  |  |                                                                                            |                                                                                            |                                                                                            |                                                                                            |                                                                                            |                                                                                            | | | | | | |                                                                                              |                                                                                              | II. Ferdinánd 1137–1188, leóni király: 1157-1188 (Burgundiai-ház)                                                         | II. Ferdinánd 1137–1188, leóni király: 1157-1188 (Burgundiai-ház)                                                         | II. Ferdinánd 1137–1188, leóni király: 1157-1188 (Burgundiai-ház)                                                         | II. Ferdinánd 1137–1188, leóni király: 1157-1188 (Burgundiai-ház)                                                         | II. Ferdinánd 1137–1188, leóni király: 1157-1188 (Burgundiai-ház) | II. Ferdinánd 1137–1188, leóni király: 1157-1188 (Burgundiai-ház)                                                         |                                                                                         |                                                                                        | | | | | III. (Óhajtott) Sancho 1133/1134 – 1158, kasztíliai király: 1157-1158 (Burgundiai-ház) | III. (Óhajtott) Sancho 1133/1134 – 1158, kasztíliai király: 1157-1158 (Burgundiai-ház) | III. (Óhajtott) Sancho 1133/1134 – 1158, kasztíliai király: 1157-1158 (Burgundiai-ház) | III. (Óhajtott) Sancho 1133/1134 – 1158, kasztíliai király: 1157-1158 (Burgundiai-ház) | III. (Óhajtott) Sancho 1133/1134 – 1158, kasztíliai király: 1157-1158 (Burgundiai-ház) | III. (Óhajtott) Sancho 1133/1134 – 1158, kasztíliai király: 1157-1158 (Burgundiai-ház) | | | | |                                                                                             |                                                                                             |                                                                                             |                                                                                             |                                                                     |                                                                     |                                                                 |                                                                 | | | | | | |  |  |  |  |  |  |  |  |  |  |  |  |  |  |  |  |  |  |  |  |  |  |
|  |  |  |  |                                                                                            |                                                                                            |                                                                                            |                                                                                            |                                                                                            |                                                                                            | | | | | | |                                                                                              |                                                                                              | II. Ferdinánd 1137–1188, leóni király: 1157-1188 (Burgundiai-ház)                                                         | II. Ferdinánd 1137–1188, leóni király: 1157-1188 (Burgundiai-ház)                                                         | II. Ferdinánd 1137–1188, leóni király: 1157-1188 (Burgundiai-ház)                                                         | II. Ferdinánd 1137–1188, leóni király: 1157-1188 (Burgundiai-ház)                                                         | II. Ferdinánd 1137–1188, leóni király: 1157-1188 (Burgundiai-ház) | II. Ferdinánd 1137–1188, leóni király: 1157-1188 (Burgundiai-ház)                                                         |                                                                                         |                                                                                        | | | | | III. (Óhajtott) Sancho 1133/1134 – 1158, kasztíliai király: 1157-1158 (Burgundiai-ház) | III. (Óhajtott) Sancho 1133/1134 – 1158, kasztíliai király: 1157-1158 (Burgundiai-ház) | III. (Óhajtott) Sancho 1133/1134 – 1158, kasztíliai király: 1157-1158 (Burgundiai-ház) | III. (Óhajtott) Sancho 1133/1134 – 1158, kasztíliai király: 1157-1158 (Burgundiai-ház) | III. (Óhajtott) Sancho 1133/1134 – 1158, kasztíliai király: 1157-1158 (Burgundiai-ház) | III. (Óhajtott) Sancho 1133/1134 – 1158, kasztíliai király: 1157-1158 (Burgundiai-ház) | | | | |                                                                                             |                                                                                             |                                                                                             |                                                                                             |                                                                     |                                                                     |                                                                 |                                                                 | | | | | | |  |  |  |  |  |  |  |  |  |  |  |  |  |  |  |  |  |  |  |  |  |  |
|  |  |  |  |                                                                                            |                                                                                            |                                                                                            |                                                                                            |                                                                                            |                                                                                            | | | | | | |                                                                                              |                                                                                              | | | | | | |                                                                                         |                                                                                        | | | | | VIII. (Las Navasi, avagy Nemes) Alfonz 1155–1214, kasztíliai király: 1158-1214 (Burgundiai-ház) | | | | | | | | | |                                                                                             |                                                                                             |                                                                                             |                                                                                             |                                                                     |                                                                     |                                                                 |                                                                 | | | | | | |  |  |  |  |  |  |  |  |  |  |  |  |  |  |  |  |  |  |  |  |  |  |
|  |  |  |  |                                                                                            |                                                                                            |                                                                                            |                                                                                            |                                                                                            |                                                                                            | | | | | | |                                                                                              |                                                                                              | | | | | | |                                                                                         |                                                                                        | | | | | | | | | | | | | | |                                                                                             |                                                                                             |                                                                                             |                                                                                             |                                                                     |                                                                     |                                                                 |                                                                 | | | | | | |  |  |  |  |  |  |  |  |  |  |  |  |  |  |  |  |  |  |  |  |  |  |
|  |  |  |  |                                                                                            |                                                                                            |                                                                                            |                                                                                            |                                                                                            |                                                                                            | | | | | | |                                                                                              |                                                                                              | | | | | | |                                                                                         |                                                                                        | | | | | | | | | | | | | | |                                                                                             |                                                                                             |                                                                                             |                                                                                             |                                                                     |                                                                     |                                                                 |                                                                 | | | | | | |  |  |  |  |  |  |  |  |  |  |  |  |  |  |  |  |  |  |  |  |  |  |
|  |  |  |  |                                                                                            |                                                                                            |                                                                                            |                                                                                            |                                                                                            |                                                                                            | | | | | | |                                                                                              |                                                                                              | IX. Alfonz 1171–1230, leóni király: 1188-1230 (Burgundiai-ház)                                                            | IX. Alfonz 1171–1230, leóni király: 1188-1230 (Burgundiai-ház)                                                            | IX. Alfonz 1171–1230, leóni király: 1188-1230 (Burgundiai-ház)                                                            | IX. Alfonz 1171–1230, leóni király: 1188-1230 (Burgundiai-ház)                                                            | IX. Alfonz 1171–1230, leóni király: 1188-1230 (Burgundiai-ház) | IX. Alfonz 1171–1230, leóni király: 1188-1230 (Burgundiai-ház)                                                            |                                                                                         |                                                                                        | Berengária 1179/1180 – 1246, kasztíliai királynő: 1217 (lemondott) (Burgundiai-ház) | Berengária 1179/1180 – 1246, kasztíliai királynő: 1217 (lemondott) (Burgundiai-ház) | Berengária 1179/1180 – 1246, kasztíliai királynő: 1217 (lemondott) (Burgundiai-ház) | Berengária 1179/1180 – 1246, kasztíliai királynő: 1217 (lemondott) (Burgundiai-ház) | Berengária 1179/1180 – 1246, kasztíliai királynő: 1217 (lemondott) (Burgundiai-ház) | Berengária 1179/1180 – 1246, kasztíliai királynő: 1217 (lemondott) (Burgundiai-ház) | | | I. (Ifjú) Henrik 1204–1217, kasztíliai király: 1214- 1217 (Burgundiai-ház) | I. (Ifjú) Henrik 1204–1217, kasztíliai király: 1214- 1217 (Burgundiai-ház) | I. (Ifjú) Henrik 1204–1217, kasztíliai király: 1214- 1217 (Burgundiai-ház) | I. (Ifjú) Henrik 1204–1217, kasztíliai király: 1214- 1217 (Burgundiai-ház) | I. (Ifjú) Henrik 1204–1217, kasztíliai király: 1214- 1217 (Burgundiai-ház) | I. (Ifjú) Henrik 1204–1217, kasztíliai király: 1214- 1217 (Burgundiai-ház) |                                                                                             |                                                                                             |                                                                                             |                                                                                             |                                                                     |                                                                     |                                                                 |                                                                 | | | | | | |  |  |  |  |  |  |  |  |  |  |  |  |  |  |  |  |  |  |  |  |  |  |
|  |  |  |  |                                                                                            |                                                                                            |                                                                                            |                                                                                            |                                                                                            |                                                                                            | | | | | | |                                                                                              |                                                                                              | IX. Alfonz 1171–1230, leóni király: 1188-1230 (Burgundiai-ház)                                                            | IX. Alfonz 1171–1230, leóni király: 1188-1230 (Burgundiai-ház)                                                            | IX. Alfonz 1171–1230, leóni király: 1188-1230 (Burgundiai-ház)                                                            | IX. Alfonz 1171–1230, leóni király: 1188-1230 (Burgundiai-ház)                                                            | IX. Alfonz 1171–1230, leóni király: 1188-1230 (Burgundiai-ház) | IX. Alfonz 1171–1230, leóni király: 1188-1230 (Burgundiai-ház)                                                            |                                                                                         |                                                                                        | Berengária 1179/1180 – 1246, kasztíliai királynő: 1217 (lemondott) (Burgundiai-ház) | Berengária 1179/1180 – 1246, kasztíliai királynő: 1217 (lemondott) (Burgundiai-ház) | Berengária 1179/1180 – 1246, kasztíliai királynő: 1217 (lemondott) (Burgundiai-ház) | Berengária 1179/1180 – 1246, kasztíliai királynő: 1217 (lemondott) (Burgundiai-ház) | Berengária 1179/1180 – 1246, kasztíliai királynő: 1217 (lemondott) (Burgundiai-ház) | Berengária 1179/1180 – 1246, kasztíliai királynő: 1217 (lemondott) (Burgundiai-ház) | | | I. (Ifjú) Henrik 1204–1217, kasztíliai király: 1214- 1217 (Burgundiai-ház) | I. (Ifjú) Henrik 1204–1217, kasztíliai király: 1214- 1217 (Burgundiai-ház) | I. (Ifjú) Henrik 1204–1217, kasztíliai király: 1214- 1217 (Burgundiai-ház) | I. (Ifjú) Henrik 1204–1217, kasztíliai király: 1214- 1217 (Burgundiai-ház) | I. (Ifjú) Henrik 1204–1217, kasztíliai király: 1214- 1217 (Burgundiai-ház) | I. (Ifjú) Henrik 1204–1217, kasztíliai király: 1214- 1217 (Burgundiai-ház) |                                                                                             |                                                                                             |                                                                                             |                                                                                             |                                                                     |                                                                     |                                                                 |                                                                 | | | | | | |  |  |  |  |  |  |  |  |  |  |  |  |  |  |  |  |  |  |  |  |  |  |
|  |  |  |  |                                                                                            |                                                                                            |                                                                                            |                                                                                            |                                                                                            |                                                                                            | | | | | | |                                                                                              |                                                                                              | | | | | | |                                                                                         |                                                                                        | | | | | | | | | | | | | | |                                                                                             |                                                                                             |                                                                                             |                                                                                             |                                                                     |                                                                     |                                                                 |                                                                 | | | | | | |  |  |  |  |  |  |  |  |  |  |  |  |  |  |  |  |  |  |  |  |  |  |
|  |  |  |  |                                                                                            |                                                                                            |                                                                                            |                                                                                            |                                                                                            |                                                                                            | | | | | | |                                                                                              |                                                                                              | | | | | III. (Szent) Ferdinánd 1199–1252, kasztíliai király: 1217-1252, leóni király: 1230-1252 (Burgundiai-ház)                                                                  | |                                                                                         |                                                                                        | | | | | | | | | | | | | | |                                                                                             |                                                                                             |                                                                                             |                                                                                             |                                                                     |                                                                     |                                                                 |                                                                 | | | | | | |  |  |  |  |  |  |  |  |  |  |  |  |  |  |  |  |  |  |  |  |  |  |
|  |  |  |  |                                                                                            |                                                                                            |                                                                                            |                                                                                            |                                                                                            |                                                                                            | | | | | | |                                                                                              |                                                                                              | | | | | | |                                                                                         |                                                                                        | | | | | | | | | | | | | | |                                                                                             |                                                                                             |                                                                                             |                                                                                             |                                                                     |                                                                     |                                                                 |                                                                 | | | | | | |  |  |  |  |  |  |  |  |  |  |  |  |  |  |  |  |  |  |  |  |  |  |
|  |  |  |  |                                                                                            |                                                                                            |                                                                                            |                                                                                            |                                                                                            |                                                                                            | | | | | | |                                                                                              |                                                                                              | | | | | X. (Bölcs) Alfonz 1221–1284, kasztíliai és leóni király: 1252-1284 (Burgundiai-ház), Kasztíliai Alfonz, a Szent Római Birodalom választott királya: 1257-1275 (lemondott) | |                                                                                         |                                                                                        | | | | | | | | | | | | | | |                                                                                             |                                                                                             |                                                                                             |                                                                                             |                                                                     |                                                                     |                                                                 |                                                                 | | | | | | |  |  |  |  |  |  |  |  |  |  |  |  |  |  |  |  |  |  |  |  |  |  |
|  |  |  |  |                                                                                            |                                                                                            |                                                                                            |                                                                                            |                                                                                            |                                                                                            | | | | | | |                                                                                              |                                                                                              | | | | | | |                                                                                         |                                                                                        | | | | | | | | | | | | | | |                                                                                             |                                                                                             |                                                                                             |                                                                                             |                                                                     |                                                                     |                                                                 |                                                                 | | | | | | |  |  |  |  |  |  |  |  |  |  |  |  |  |  |  |  |  |  |  |  |  |  |
|  |  |  |  |                                                                                            |                                                                                            |                                                                                            |                                                                                            |                                                                                            |                                                                                            | | | | | | |                                                                                              |                                                                                              | | | | | IV. (Merész, Vad) Sancho 1258–1295, kasztíliai és leóni király: 1284-1295 (Burgundiai-ház)                                                                                | |                                                                                         |                                                                                        | | | | | | | | | | | | | | |                                                                                             |                                                                                             |                                                                                             |                                                                                             |                                                                     |                                                                     |                                                                 |                                                                 | | | | | | |  |  |  |  |  |  |  |  |  |  |  |  |  |  |  |  |  |  |  |  |  |  |
|  |  |  |  |                                                                                            |                                                                                            |                                                                                            |                                                                                            |                                                                                            |                                                                                            | | | | | | |                                                                                              |                                                                                              | | | | | | |                                                                                         |                                                                                        | | | | | | | | | | | | | | |                                                                                             |                                                                                             |                                                                                             |                                                                                             |                                                                     |                                                                     |                                                                 |                                                                 | | | | | | |  |  |  |  |  |  |  |  |  |  |  |  |  |  |  |  |  |  |  |  |  |  |
|  |  |  |  |                                                                                            |                                                                                            |                                                                                            |                                                                                            |                                                                                            |                                                                                            | | | | | | |                                                                                              |                                                                                              | | | | | IV. (a Visszahívott) Ferdinánd 1285–1312, kasztíliai és leóni király: 1295-1312 (Burgundiai-ház)                                                                          | |                                                                                         |                                                                                        | | | | | | | | | | | | | | |                                                                                             |                                                                                             |                                                                                             |                                                                                             |                                                                     |                                                                     |                                                                 |                                                                 | | | | | | |  |  |  |  |  |  |  |  |  |  |  |  |  |  |  |  |  |  |  |  |  |  |
|  |  |  |  |                                                                                            |                                                                                            |                                                                                            |                                                                                            |                                                                                            |                                                                                            | | | | | | |                                                                                              |                                                                                              | | | | | | |                                                                                         |                                                                                        | | | | | | | | | | | | | | |                                                                                             |                                                                                             |                                                                                             |                                                                                             |                                                                     |                                                                     |                                                                 |                                                                 | | | | | | |  |  |  |  |  |  |  |  |  |  |  |  |  |  |  |  |  |  |  |  |  |  |
|  |  |  |  |                                                                                            |                                                                                            |                                                                                            |                                                                                            |                                                                                            |                                                                                            | | | | | | |                                                                                              |                                                                                              | | | | | XI. (Bosszúálló, avagy Igazságos) Alfonz 1311–1350, kasztíliai és leóni király: 1312-1350 (Burgundiai-ház)                                                                | |                                                                                         |                                                                                        | | | | | | | | | | | | | | |                                                                                             |                                                                                             |                                                                                             |                                                                                             |                                                                     |                                                                     |                                                                 |                                                                 | | | | | | |  |  |  |  |  |  |  |  |  |  |  |  |  |  |  |  |  |  |  |  |  |  |
|  |  |  |  |                                                                                            |                                                                                            |                                                                                            |                                                                                            |                                                                                            |                                                                                            | | | | | | |                                                                                              |                                                                                              | | | | | | |                                                                                         |                                                                                        | | | | | | | | | | | | | | |                                                                                             |                                                                                             |                                                                                             |                                                                                             |                                                                     |                                                                     |                                                                 |                                                                 | | | | | | |  |  |  |  |  |  |  |  |  |  |  |  |  |  |  |  |  |  |  |  |  |  |
|  |  |  |  |                                                                                            |                                                                                            |                                                                                            |                                                                                            |                                                                                            |                                                                                            | | | | | | |                                                                                              |                                                                                              | | | | | | |                                                                                         |                                                                                        | | | | | | | | | | | | | | |                                                                                             |                                                                                             |                                                                                             |                                                                                             |                                                                     |                                                                     |                                                                 |                                                                 | | | | | | |  |  |  |  |  |  |  |  |  |  |  |  |  |  |  |  |  |  |  |  |  |  |
|  |  |  |  |                                                                                            |                                                                                            |                                                                                            |                                                                                            |                                                                                            |                                                                                            | | | | | | |                                                                                              |                                                                                              | II. (Trastámara /Fattyú, Kegyes, Testvérgyilkos/ Henrik 1334–1379, kasztíliai és leóni király: 1369-1379 (Trastámara-ház) | II. (Trastámara /Fattyú, Kegyes, Testvérgyilkos/ Henrik 1334–1379, kasztíliai és leóni király: 1369-1379 (Trastámara-ház) | II. (Trastámara /Fattyú, Kegyes, Testvérgyilkos/ Henrik 1334–1379, kasztíliai és leóni király: 1369-1379 (Trastámara-ház) | II. (Trastámara /Fattyú, Kegyes, Testvérgyilkos/ Henrik 1334–1379, kasztíliai és leóni király: 1369-1379 (Trastámara-ház) | II. (Trastámara /Fattyú, Kegyes, Testvérgyilkos/ Henrik 1334–1379, kasztíliai és leóni király: 1369-1379 (Trastámara-ház)                                                 | II. (Trastámara /Fattyú, Kegyes, Testvérgyilkos/ Henrik 1334–1379, kasztíliai és leóni király: 1369-1379 (Trastámara-ház) |                                                                                         |                                                                                        | I. (Kegyetlen, avagy Igazságos) Péter 1334–1369, kasztíliai és leóni király: 1350-1369 (Burgundiai-ház) | I. (Kegyetlen, avagy Igazságos) Péter 1334–1369, kasztíliai és leóni király: 1350-1369 (Burgundiai-ház) | I. (Kegyetlen, avagy Igazságos) Péter 1334–1369, kasztíliai és leóni király: 1350-1369 (Burgundiai-ház) | I. (Kegyetlen, avagy Igazságos) Péter 1334–1369, kasztíliai és leóni király: 1350-1369 (Burgundiai-ház) | I. (Kegyetlen, avagy Igazságos) Péter 1334–1369, kasztíliai és leóni király: 1350-1369 (Burgundiai-ház) | I. (Kegyetlen, avagy Igazságos) Péter 1334–1369, kasztíliai és leóni király: 1350-1369 (Burgundiai-ház) | | | | | | | | |                                                                                             |                                                                                             |                                                                                             |                                                                                             |                                                                     |                                                                     |                                                                 |                                                                 | | | | | | |  |  |  |  |  |  |  |  |  |  |  |  |  |  |  |  |  |  |  |  |  |  |
|  |  |  |  |                                                                                            |                                                                                            |                                                                                            |                                                                                            |                                                                                            |                                                                                            | | | | | | |                                                                                              |                                                                                              | II. (Trastámara /Fattyú, Kegyes, Testvérgyilkos/ Henrik 1334–1379, kasztíliai és leóni király: 1369-1379 (Trastámara-ház) | II. (Trastámara /Fattyú, Kegyes, Testvérgyilkos/ Henrik 1334–1379, kasztíliai és leóni király: 1369-1379 (Trastámara-ház) | II. (Trastámara /Fattyú, Kegyes, Testvérgyilkos/ Henrik 1334–1379, kasztíliai és leóni király: 1369-1379 (Trastámara-ház) | II. (Trastámara /Fattyú, Kegyes, Testvérgyilkos/ Henrik 1334–1379, kasztíliai és leóni király: 1369-1379 (Trastámara-ház) | II. (Trastámara /Fattyú, Kegyes, Testvérgyilkos/ Henrik 1334–1379, kasztíliai és leóni király: 1369-1379 (Trastámara-ház)                                                 | II. (Trastámara /Fattyú, Kegyes, Testvérgyilkos/ Henrik 1334–1379, kasztíliai és leóni király: 1369-1379 (Trastámara-ház) |                                                                                         |                                                                                        | I. (Kegyetlen, avagy Igazságos) Péter 1334–1369, kasztíliai és leóni király: 1350-1369 (Burgundiai-ház) | I. (Kegyetlen, avagy Igazságos) Péter 1334–1369, kasztíliai és leóni király: 1350-1369 (Burgundiai-ház) | I. (Kegyetlen, avagy Igazságos) Péter 1334–1369, kasztíliai és leóni király: 1350-1369 (Burgundiai-ház) | I. (Kegyetlen, avagy Igazságos) Péter 1334–1369, kasztíliai és leóni király: 1350-1369 (Burgundiai-ház) | I. (Kegyetlen, avagy Igazságos) Péter 1334–1369, kasztíliai és leóni király: 1350-1369 (Burgundiai-ház) | I. (Kegyetlen, avagy Igazságos) Péter 1334–1369, kasztíliai és leóni király: 1350-1369 (Burgundiai-ház) | | | | | | | | |                                                                                             |                                                                                             |                                                                                             |                                                                                             |                                                                     |                                                                     |                                                                 |                                                                 | | | | | | |  |  |  |  |  |  |  |  |  |  |  |  |  |  |  |  |  |  |  |  |  |  |
|  |  |  |  |                                                                                            |                                                                                            |                                                                                            |                                                                                            |                                                                                            |                                                                                            | | | | | | |                                                                                              |                                                                                              | I. János 1358–1390, kasztíliai és leóni király: 1379-1390 (Trastámara-ház)                                                | | | | | |                                                                                         |                                                                                        | | | | | | | | | | | | | | |                                                                                             |                                                                                             |                                                                                             |                                                                                             |                                                                     |                                                                     |                                                                 |                                                                 | | | | | | |  |  |  |  |  |  |  |  |  |  |  |  |  |  |  |  |  |  |  |  |  |  |
|  |  |  |  |                                                                                            |                                                                                            |                                                                                            |                                                                                            |                                                                                            |                                                                                            | | | | | | |                                                                                              |                                                                                              | | | | | | |                                                                                         |                                                                                        | | | | | | | | | | | | | | |                                                                                             |                                                                                             |                                                                                             |                                                                                             |                                                                     |                                                                     |                                                                 |                                                                 | | | | | | |  |  |  |  |  |  |  |  |  |  |  |  |  |  |  |  |  |  |  |  |  |  |
|  |  |  |  |                                                                                            |                                                                                            |                                                                                            |                                                                                            |                                                                                            |                                                                                            | | | | | | |                                                                                              |                                                                                              | | | | | | |                                                                                         |                                                                                        | | | | | | | | | | | | | | |                                                                                             |                                                                                             |                                                                                             |                                                                                             |                                                                     |                                                                     |                                                                 |                                                                 | | | | | | |  |  |  |  |  |  |  |  |  |  |  |  |  |  |  |  |  |  |  |  |  |  |
|  |  |  |  |                                                                                            |                                                                                            |                                                                                            |                                                                                            |                                                                                            |                                                                                            | | | | | | |                                                                                              |                                                                                              | III. (Beteges, Szenvedő) Henrik 1379–1406, kasztíliai és leóni király: 1390-1406 (Trastámara-ház)                         | III. (Beteges, Szenvedő) Henrik 1379–1406, kasztíliai és leóni király: 1390-1406 (Trastámara-ház)                         | III. (Beteges, Szenvedő) Henrik 1379–1406, kasztíliai és leóni király: 1390-1406 (Trastámara-ház)                         | III. (Beteges, Szenvedő) Henrik 1379–1406, kasztíliai és leóni király: 1390-1406 (Trastámara-ház)                         | III. (Beteges, Szenvedő) Henrik 1379–1406, kasztíliai és leóni király: 1390-1406 (Trastámara-ház)                                                                         | III. (Beteges, Szenvedő) Henrik 1379–1406, kasztíliai és leóni király: 1390-1406 (Trastámara-ház)                         |                                                                                         |                                                                                        | | | | | | | | | I. (Antequerai, avagy Igazságos, Becsületes) Ferdinánd 1380–1416, aragóniai király: 1412-1416 (Trastámara-ház), I. Ferdinánd, szicíliai király: 1412-1416, kasztíliai és leóni régens: 1406-1416 | I. (Antequerai, avagy Igazságos, Becsületes) Ferdinánd 1380–1416, aragóniai király: 1412-1416 (Trastámara-ház), I. Ferdinánd, szicíliai király: 1412-1416, kasztíliai és leóni régens: 1406-1416 | I. (Antequerai, avagy Igazságos, Becsületes) Ferdinánd 1380–1416, aragóniai király: 1412-1416 (Trastámara-ház), I. Ferdinánd, szicíliai király: 1412-1416, kasztíliai és leóni régens: 1406-1416 | I. (Antequerai, avagy Igazságos, Becsületes) Ferdinánd 1380–1416, aragóniai király: 1412-1416 (Trastámara-ház), I. Ferdinánd, szicíliai király: 1412-1416, kasztíliai és leóni régens: 1406-1416 | I. (Antequerai, avagy Igazságos, Becsületes) Ferdinánd 1380–1416, aragóniai király: 1412-1416 (Trastámara-ház), I. Ferdinánd, szicíliai király: 1412-1416, kasztíliai és leóni régens: 1406-1416 | I. (Antequerai, avagy Igazságos, Becsületes) Ferdinánd 1380–1416, aragóniai király: 1412-1416 (Trastámara-ház), I. Ferdinánd, szicíliai király: 1412-1416, kasztíliai és leóni régens: 1406-1416 |                                                                                             |                                                                                             |                                                                                             |                                                                                             |                                                                     |                                                                     |                                                                 |                                                                 | | | | | | |  |  |  |  |  |  |  |  |  |  |  |  |  |  |  |  |  |  |  |  |  |  |
|  |  |  |  |                                                                                            |                                                                                            |                                                                                            |                                                                                            |                                                                                            |                                                                                            | | | | | | |                                                                                              |                                                                                              | III. (Beteges, Szenvedő) Henrik 1379–1406, kasztíliai és leóni király: 1390-1406 (Trastámara-ház)                         | III. (Beteges, Szenvedő) Henrik 1379–1406, kasztíliai és leóni király: 1390-1406 (Trastámara-ház)                         | III. (Beteges, Szenvedő) Henrik 1379–1406, kasztíliai és leóni király: 1390-1406 (Trastámara-ház)                         | III. (Beteges, Szenvedő) Henrik 1379–1406, kasztíliai és leóni király: 1390-1406 (Trastámara-ház)                         | III. (Beteges, Szenvedő) Henrik 1379–1406, kasztíliai és leóni király: 1390-1406 (Trastámara-ház)                                                                         | III. (Beteges, Szenvedő) Henrik 1379–1406, kasztíliai és leóni király: 1390-1406 (Trastámara-ház)                         |                                                                                         |                                                                                        | | | | | | | | | I. (Antequerai, avagy Igazságos, Becsületes) Ferdinánd 1380–1416, aragóniai király: 1412-1416 (Trastámara-ház), I. Ferdinánd, szicíliai király: 1412-1416, kasztíliai és leóni régens: 1406-1416 | I. (Antequerai, avagy Igazságos, Becsületes) Ferdinánd 1380–1416, aragóniai király: 1412-1416 (Trastámara-ház), I. Ferdinánd, szicíliai király: 1412-1416, kasztíliai és leóni régens: 1406-1416 | I. (Antequerai, avagy Igazságos, Becsületes) Ferdinánd 1380–1416, aragóniai király: 1412-1416 (Trastámara-ház), I. Ferdinánd, szicíliai király: 1412-1416, kasztíliai és leóni régens: 1406-1416 | I. (Antequerai, avagy Igazságos, Becsületes) Ferdinánd 1380–1416, aragóniai király: 1412-1416 (Trastámara-ház), I. Ferdinánd, szicíliai király: 1412-1416, kasztíliai és leóni régens: 1406-1416 | I. (Antequerai, avagy Igazságos, Becsületes) Ferdinánd 1380–1416, aragóniai király: 1412-1416 (Trastámara-ház), I. Ferdinánd, szicíliai király: 1412-1416, kasztíliai és leóni régens: 1406-1416 | I. (Antequerai, avagy Igazságos, Becsületes) Ferdinánd 1380–1416, aragóniai király: 1412-1416 (Trastámara-ház), I. Ferdinánd, szicíliai király: 1412-1416, kasztíliai és leóni régens: 1406-1416 |                                                                                             |                                                                                             |                                                                                             |                                                                                             |                                                                     |                                                                     |                                                                 |                                                                 | | | | | | |  |  |  |  |  |  |  |  |  |  |  |  |  |  |  |  |  |  |  |  |  |  |
|  |  |  |  |                                                                                            |                                                                                            |                                                                                            |                                                                                            |                                                                                            |                                                                                            | | | | | | |                                                                                              |                                                                                              | II. János 1405–1454, kasztíliai és leóni király: 1406-1454 (Trastámara-ház)                                               | II. János 1405–1454, kasztíliai és leóni király: 1406-1454 (Trastámara-ház)                                               | II. János 1405–1454, kasztíliai és leóni király: 1406-1454 (Trastámara-ház)                                               | II. János 1405–1454, kasztíliai és leóni király: 1406-1454 (Trastámara-ház)                                               | II. János 1405–1454, kasztíliai és leóni király: 1406-1454 (Trastámara-ház)                                                                                               | II. János 1405–1454, kasztíliai és leóni király: 1406-1454 (Trastámara-ház)                                               |                                                                                         |                                                                                        | | | | | | | | | II. (Öreg, Nagy) János 1398–1479, aragóniai király: 1458-1479 (Trastámara-ház), II. János, navarrai király (felesége jogán): 1425-1441, egyedül: 1441-1479, I. János, szicíliai király: 1458-1479 (1468-tól, a fiával, a későbbi II. Ferdinánd, aragóniai királlyal együtt)                                                                                     | II. (Öreg, Nagy) János 1398–1479, aragóniai király: 1458-1479 (Trastámara-ház), II. János, navarrai király (felesége jogán): 1425-1441, egyedül: 1441-1479, I. János, szicíliai király: 1458-1479 (1468-tól, a fiával, a későbbi II. Ferdinánd, aragóniai királlyal együtt)                                                                                     | II. (Öreg, Nagy) János 1398–1479, aragóniai király: 1458-1479 (Trastámara-ház), II. János, navarrai király (felesége jogán): 1425-1441, egyedül: 1441-1479, I. János, szicíliai király: 1458-1479 (1468-tól, a fiával, a későbbi II. Ferdinánd, aragóniai királlyal együtt)                                                          | II. (Öreg, Nagy) János 1398–1479, aragóniai király: 1458-1479 (Trastámara-ház), II. János, navarrai király (felesége jogán): 1425-1441, egyedül: 1441-1479, I. János, szicíliai király: 1458-1479 (1468-tól, a fiával, a későbbi II. Ferdinánd, aragóniai királlyal együtt)                                                          | II. (Öreg, Nagy) János 1398–1479, aragóniai király: 1458-1479 (Trastámara-ház), II. János, navarrai király (felesége jogán): 1425-1441, egyedül: 1441-1479, I. János, szicíliai király: 1458-1479 (1468-tól, a fiával, a későbbi II. Ferdinánd, aragóniai királlyal együtt)                                                          | II. (Öreg, Nagy) János 1398–1479, aragóniai király: 1458-1479 (Trastámara-ház), II. János, navarrai király (felesége jogán): 1425-1441, egyedül: 1441-1479, I. János, szicíliai király: 1458-1479 (1468-tól, a fiával, a későbbi II. Ferdinánd, aragóniai királlyal együtt)                                                          |                                                                                             |                                                                                             |                                                                                             |                                                                                             |                                                                     |                                                                     |                                                                 |                                                                 | | | | | | |  |  |  |  |  |  |  |  |  |  |  |  |  |  |  |  |  |  |  |  |  |  |
|  |  |  |  |                                                                                            |                                                                                            |                                                                                            |                                                                                            |                                                                                            |                                                                                            | | | | | | |                                                                                              |                                                                                              | II. János 1405–1454, kasztíliai és leóni király: 1406-1454 (Trastámara-ház)                                               | II. János 1405–1454, kasztíliai és leóni király: 1406-1454 (Trastámara-ház)                                               | II. János 1405–1454, kasztíliai és leóni király: 1406-1454 (Trastámara-ház)                                               | II. János 1405–1454, kasztíliai és leóni király: 1406-1454 (Trastámara-ház)                                               | II. János 1405–1454, kasztíliai és leóni király: 1406-1454 (Trastámara-ház)                                                                                               | II. János 1405–1454, kasztíliai és leóni király: 1406-1454 (Trastámara-ház)                                               |                                                                                         |                                                                                        | | | | | | | | | II. (Öreg, Nagy) János 1398–1479, aragóniai király: 1458-1479 (Trastámara-ház), II. János, navarrai király (felesége jogán): 1425-1441, egyedül: 1441-1479, I. János, szicíliai király: 1458-1479 (1468-tól, a fiával, a későbbi II. Ferdinánd, aragóniai királlyal együtt)                                                                                     | II. (Öreg, Nagy) János 1398–1479, aragóniai király: 1458-1479 (Trastámara-ház), II. János, navarrai király (felesége jogán): 1425-1441, egyedül: 1441-1479, I. János, szicíliai király: 1458-1479 (1468-tól, a fiával, a későbbi II. Ferdinánd, aragóniai királlyal együtt)                                                                                     | II. (Öreg, Nagy) János 1398–1479, aragóniai király: 1458-1479 (Trastámara-ház), II. János, navarrai király (felesége jogán): 1425-1441, egyedül: 1441-1479, I. János, szicíliai király: 1458-1479 (1468-tól, a fiával, a későbbi II. Ferdinánd, aragóniai királlyal együtt)                                                          | II. (Öreg, Nagy) János 1398–1479, aragóniai király: 1458-1479 (Trastámara-ház), II. János, navarrai király (felesége jogán): 1425-1441, egyedül: 1441-1479, I. János, szicíliai király: 1458-1479 (1468-tól, a fiával, a későbbi II. Ferdinánd, aragóniai királlyal együtt)                                                          | II. (Öreg, Nagy) János 1398–1479, aragóniai király: 1458-1479 (Trastámara-ház), II. János, navarrai király (felesége jogán): 1425-1441, egyedül: 1441-1479, I. János, szicíliai király: 1458-1479 (1468-tól, a fiával, a későbbi II. Ferdinánd, aragóniai királlyal együtt)                                                          | II. (Öreg, Nagy) János 1398–1479, aragóniai király: 1458-1479 (Trastámara-ház), II. János, navarrai király (felesége jogán): 1425-1441, egyedül: 1441-1479, I. János, szicíliai király: 1458-1479 (1468-tól, a fiával, a későbbi II. Ferdinánd, aragóniai királlyal együtt)                                                          |                                                                                             |                                                                                             |                                                                                             |                                                                                             |                                                                     |                                                                     |                                                                 |                                                                 | | | | | | |  |  |  |  |  |  |  |  |  |  |  |  |  |  |  |  |  |  |  |  |  |  |
|  |  |  |  |                                                                                            |                                                                                            |                                                                                            |                                                                                            |                                                                                            |                                                                                            | | | | | | |                                                                                              |                                                                                              | | | | | | |                                                                                         |                                                                                        | | | | | | | | | | | | | | |                                                                                             |                                                                                             |                                                                                             |                                                                                             |                                                                     |                                                                     |                                                                 |                                                                 | | | | | | |  |  |  |  |  |  |  |  |  |  |  |  |  |  |  |  |  |  |  |  |  |  |
|  |  |  |  |                                                                                            |                                                                                            |                                                                                            |                                                                                            |                                                                                            |                                                                                            | IV. (Tehetetlen) Henrik 1425–1474, kasztíliai és leóni király: 1454-1474 (Trastámara-ház)                          | IV. (Tehetetlen) Henrik 1425–1474, kasztíliai és leóni király: 1454-1474 (Trastámara-ház)                          | IV. (Tehetetlen) Henrik 1425–1474, kasztíliai és leóni király: 1454-1474 (Trastámara-ház)                          | IV. (Tehetetlen) Henrik 1425–1474, kasztíliai és leóni király: 1454-1474 (Trastámara-ház)                          | IV. (Tehetetlen) Henrik 1425–1474, kasztíliai és leóni király: 1454-1474 (Trastámara-ház)                          | IV. (Tehetetlen) Henrik 1425–1474, kasztíliai és leóni király: 1454-1474 (Trastámara-ház)                          |                                                                                              |                                                                                              | (XII.) Alfonz 1453–1468, kasztíliai és leóni ellenkirály: 1465-1468 (Trastámara-ház)                                      | (XII.) Alfonz 1453–1468, kasztíliai és leóni ellenkirály: 1465-1468 (Trastámara-ház)                                      | (XII.) Alfonz 1453–1468, kasztíliai és leóni ellenkirály: 1465-1468 (Trastámara-ház)                                      | (XII.) Alfonz 1453–1468, kasztíliai és leóni ellenkirály: 1465-1468 (Trastámara-ház)                                      | (XII.) Alfonz 1453–1468, kasztíliai és leóni ellenkirály: 1465-1468 (Trastámara-ház)                                                                                      | (XII.) Alfonz 1453–1468, kasztíliai és leóni ellenkirály: 1465-1468 (Trastámara-ház)                                      |                                                                                         |                                                                                        | I. (Katolikus) Izabella 1451–1504, kasztíliai és leóni királynő: 1474-1504 (Trastámara-ház), I. Izabella, aragóniai királynő (férje jogán): 1469-1504, I. Izabella, szicíliai királynő (férje jogán): 1469-1504, I. Izabella, nápolyi királynő (férje jogán): 1504 | I. (Katolikus) Izabella 1451–1504, kasztíliai és leóni királynő: 1474-1504 (Trastámara-ház), I. Izabella, aragóniai királynő (férje jogán): 1469-1504, I. Izabella, szicíliai királynő (férje jogán): 1469-1504, I. Izabella, nápolyi királynő (férje jogán): 1504 | I. (Katolikus) Izabella 1451–1504, kasztíliai és leóni királynő: 1474-1504 (Trastámara-ház), I. Izabella, aragóniai királynő (férje jogán): 1469-1504, I. Izabella, szicíliai királynő (férje jogán): 1469-1504, I. Izabella, nápolyi királynő (férje jogán): 1504 | I. (Katolikus) Izabella 1451–1504, kasztíliai és leóni királynő: 1474-1504 (Trastámara-ház), I. Izabella, aragóniai királynő (férje jogán): 1469-1504, I. Izabella, szicíliai királynő (férje jogán): 1469-1504, I. Izabella, nápolyi királynő (férje jogán): 1504 | I. (Katolikus) Izabella 1451–1504, kasztíliai és leóni királynő: 1474-1504 (Trastámara-ház), I. Izabella, aragóniai királynő (férje jogán): 1469-1504, I. Izabella, szicíliai királynő (férje jogán): 1469-1504, I. Izabella, nápolyi királynő (férje jogán): 1504                                                                                              | I. (Katolikus) Izabella 1451–1504, kasztíliai és leóni királynő: 1474-1504 (Trastámara-ház), I. Izabella, aragóniai királynő (férje jogán): 1469-1504, I. Izabella, szicíliai királynő (férje jogán): 1469-1504, I. Izabella, nápolyi királynő (férje jogán): 1504                                                                                              | | | V. (Katolikus) Ferdinánd 1452–1516, kasztíliai és leóni király (felesége jogán): 1474-1504, kasztíliai és leóni király (a leányával együtt): 1504-1516 (Trastámara-ház), II. Ferdinánd, aragóniai király: 1479-1516, II. Ferdinánd, szicíliai király: 1468-1516 (1468-1479: társuralkodó), III. Ferdinánd, nápolyi király: 1504-1516                            | V. (Katolikus) Ferdinánd 1452–1516, kasztíliai és leóni király (felesége jogán): 1474-1504, kasztíliai és leóni király (a leányával együtt): 1504-1516 (Trastámara-ház), II. Ferdinánd, aragóniai király: 1479-1516, II. Ferdinánd, szicíliai király: 1468-1516 (1468-1479: társuralkodó), III. Ferdinánd, nápolyi király: 1504-1516                            | V. (Katolikus) Ferdinánd 1452–1516, kasztíliai és leóni király (felesége jogán): 1474-1504, kasztíliai és leóni király (a leányával együtt): 1504-1516 (Trastámara-ház), II. Ferdinánd, aragóniai király: 1479-1516, II. Ferdinánd, szicíliai király: 1468-1516 (1468-1479: társuralkodó), III. Ferdinánd, nápolyi király: 1504-1516 | V. (Katolikus) Ferdinánd 1452–1516, kasztíliai és leóni király (felesége jogán): 1474-1504, kasztíliai és leóni király (a leányával együtt): 1504-1516 (Trastámara-ház), II. Ferdinánd, aragóniai király: 1479-1516, II. Ferdinánd, szicíliai király: 1468-1516 (1468-1479: társuralkodó), III. Ferdinánd, nápolyi király: 1504-1516 | V. (Katolikus) Ferdinánd 1452–1516, kasztíliai és leóni király (felesége jogán): 1474-1504, kasztíliai és leóni király (a leányával együtt): 1504-1516 (Trastámara-ház), II. Ferdinánd, aragóniai király: 1479-1516, II. Ferdinánd, szicíliai király: 1468-1516 (1468-1479: társuralkodó), III. Ferdinánd, nápolyi király: 1504-1516 | V. (Katolikus) Ferdinánd 1452–1516, kasztíliai és leóni király (felesége jogán): 1474-1504, kasztíliai és leóni király (a leányával együtt): 1504-1516 (Trastámara-ház), II. Ferdinánd, aragóniai király: 1479-1516, II. Ferdinánd, szicíliai király: 1468-1516 (1468-1479: társuralkodó), III. Ferdinánd, nápolyi király: 1504-1516 |                                                                                             |                                                                                             |                                                                                             |                                                                                             |                                                                     |                                                                     |                                                                 |                                                                 | | | | | | |  |  |  |  |  |  |  |  |  |  |  |  |  |  |  |  |  |  |  |  |  |  |
|  |  |  |  |                                                                                            |                                                                                            |                                                                                            |                                                                                            |                                                                                            |                                                                                            | IV. (Tehetetlen) Henrik 1425–1474, kasztíliai és leóni király: 1454-1474 (Trastámara-ház)                          | IV. (Tehetetlen) Henrik 1425–1474, kasztíliai és leóni király: 1454-1474 (Trastámara-ház)                          | IV. (Tehetetlen) Henrik 1425–1474, kasztíliai és leóni király: 1454-1474 (Trastámara-ház)                          | IV. (Tehetetlen) Henrik 1425–1474, kasztíliai és leóni király: 1454-1474 (Trastámara-ház)                          | IV. (Tehetetlen) Henrik 1425–1474, kasztíliai és leóni király: 1454-1474 (Trastámara-ház)                          | IV. (Tehetetlen) Henrik 1425–1474, kasztíliai és leóni király: 1454-1474 (Trastámara-ház)                          |                                                                                              |                                                                                              | (XII.) Alfonz 1453–1468, kasztíliai és leóni ellenkirály: 1465-1468 (Trastámara-ház)                                      | (XII.) Alfonz 1453–1468, kasztíliai és leóni ellenkirály: 1465-1468 (Trastámara-ház)                                      | (XII.) Alfonz 1453–1468, kasztíliai és leóni ellenkirály: 1465-1468 (Trastámara-ház)                                      | (XII.) Alfonz 1453–1468, kasztíliai és leóni ellenkirály: 1465-1468 (Trastámara-ház)                                      | (XII.) Alfonz 1453–1468, kasztíliai és leóni ellenkirály: 1465-1468 (Trastámara-ház)                                                                                      | (XII.) Alfonz 1453–1468, kasztíliai és leóni ellenkirály: 1465-1468 (Trastámara-ház)                                      |                                                                                         |                                                                                        | I. (Katolikus) Izabella 1451–1504, kasztíliai és leóni királynő: 1474-1504 (Trastámara-ház), I. Izabella, aragóniai királynő (férje jogán): 1469-1504, I. Izabella, szicíliai királynő (férje jogán): 1469-1504, I. Izabella, nápolyi királynő (férje jogán): 1504 | I. (Katolikus) Izabella 1451–1504, kasztíliai és leóni királynő: 1474-1504 (Trastámara-ház), I. Izabella, aragóniai királynő (férje jogán): 1469-1504, I. Izabella, szicíliai királynő (férje jogán): 1469-1504, I. Izabella, nápolyi királynő (férje jogán): 1504 | I. (Katolikus) Izabella 1451–1504, kasztíliai és leóni királynő: 1474-1504 (Trastámara-ház), I. Izabella, aragóniai királynő (férje jogán): 1469-1504, I. Izabella, szicíliai királynő (férje jogán): 1469-1504, I. Izabella, nápolyi királynő (férje jogán): 1504 | I. (Katolikus) Izabella 1451–1504, kasztíliai és leóni királynő: 1474-1504 (Trastámara-ház), I. Izabella, aragóniai királynő (férje jogán): 1469-1504, I. Izabella, szicíliai királynő (férje jogán): 1469-1504, I. Izabella, nápolyi királynő (férje jogán): 1504 | I. (Katolikus) Izabella 1451–1504, kasztíliai és leóni királynő: 1474-1504 (Trastámara-ház), I. Izabella, aragóniai királynő (férje jogán): 1469-1504, I. Izabella, szicíliai királynő (férje jogán): 1469-1504, I. Izabella, nápolyi királynő (férje jogán): 1504                                                                                              | I. (Katolikus) Izabella 1451–1504, kasztíliai és leóni királynő: 1474-1504 (Trastámara-ház), I. Izabella, aragóniai királynő (férje jogán): 1469-1504, I. Izabella, szicíliai királynő (férje jogán): 1469-1504, I. Izabella, nápolyi királynő (férje jogán): 1504                                                                                              | | | V. (Katolikus) Ferdinánd 1452–1516, kasztíliai és leóni király (felesége jogán): 1474-1504, kasztíliai és leóni király (a leányával együtt): 1504-1516 (Trastámara-ház), II. Ferdinánd, aragóniai király: 1479-1516, II. Ferdinánd, szicíliai király: 1468-1516 (1468-1479: társuralkodó), III. Ferdinánd, nápolyi király: 1504-1516                            | V. (Katolikus) Ferdinánd 1452–1516, kasztíliai és leóni király (felesége jogán): 1474-1504, kasztíliai és leóni király (a leányával együtt): 1504-1516 (Trastámara-ház), II. Ferdinánd, aragóniai király: 1479-1516, II. Ferdinánd, szicíliai király: 1468-1516 (1468-1479: társuralkodó), III. Ferdinánd, nápolyi király: 1504-1516                            | V. (Katolikus) Ferdinánd 1452–1516, kasztíliai és leóni király (felesége jogán): 1474-1504, kasztíliai és leóni király (a leányával együtt): 1504-1516 (Trastámara-ház), II. Ferdinánd, aragóniai király: 1479-1516, II. Ferdinánd, szicíliai király: 1468-1516 (1468-1479: társuralkodó), III. Ferdinánd, nápolyi király: 1504-1516 | V. (Katolikus) Ferdinánd 1452–1516, kasztíliai és leóni király (felesége jogán): 1474-1504, kasztíliai és leóni király (a leányával együtt): 1504-1516 (Trastámara-ház), II. Ferdinánd, aragóniai király: 1479-1516, II. Ferdinánd, szicíliai király: 1468-1516 (1468-1479: társuralkodó), III. Ferdinánd, nápolyi király: 1504-1516 | V. (Katolikus) Ferdinánd 1452–1516, kasztíliai és leóni király (felesége jogán): 1474-1504, kasztíliai és leóni király (a leányával együtt): 1504-1516 (Trastámara-ház), II. Ferdinánd, aragóniai király: 1479-1516, II. Ferdinánd, szicíliai király: 1468-1516 (1468-1479: társuralkodó), III. Ferdinánd, nápolyi király: 1504-1516 | V. (Katolikus) Ferdinánd 1452–1516, kasztíliai és leóni király (felesége jogán): 1474-1504, kasztíliai és leóni király (a leányával együtt): 1504-1516 (Trastámara-ház), II. Ferdinánd, aragóniai király: 1479-1516, II. Ferdinánd, szicíliai király: 1468-1516 (1468-1479: társuralkodó), III. Ferdinánd, nápolyi király: 1504-1516 |                                                                                             |                                                                                             |                                                                                             |                                                                                             |                                                                     |                                                                     |                                                                 |                                                                 | | | | | | |  |  |  |  |  |  |  |  |  |  |  |  |  |  |  |  |  |  |  |  |  |  |
|  |  |  |  |                                                                                            |                                                                                            |                                                                                            |                                                                                            |                                                                                            |                                                                                            | | | | | | |                                                                                              |                                                                                              | | | | | | |                                                                                         |                                                                                        | | | | | | | | | | | | | | |                                                                                             |                                                                                             |                                                                                             |                                                                                             |                                                                     |                                                                     |                                                                 |                                                                 | | | | | | |  |  |  |  |  |  |  |  |  |  |  |  |  |  |  |  |  |  |  |  |  |  |
|  |  |  |  |                                                                                            |                                                                                            |                                                                                            |                                                                                            |                                                                                            |                                                                                            | (I.) Johanna ("La Beltraneja") 1462–1530, kasztíliai és leóni királynő volta (1474-1479) vitatott (Trastámara-ház) | (I.) Johanna ("La Beltraneja") 1462–1530, kasztíliai és leóni királynő volta (1474-1479) vitatott (Trastámara-ház) | (I.) Johanna ("La Beltraneja") 1462–1530, kasztíliai és leóni királynő volta (1474-1479) vitatott (Trastámara-ház) | (I.) Johanna ("La Beltraneja") 1462–1530, kasztíliai és leóni királynő volta (1474-1479) vitatott (Trastámara-ház) | (I.) Johanna ("La Beltraneja") 1462–1530, kasztíliai és leóni királynő volta (1474-1479) vitatott (Trastámara-ház) | (I.) Johanna ("La Beltraneja") 1462–1530, kasztíliai és leóni királynő volta (1474-1479) vitatott (Trastámara-ház) |                                                                                              |                                                                                              | | | | | | |                                                                                         |                                                                                        | | | | | I. (II.) (Őrült) Johanna 1479–1555, kasztíliai és leóni királynő: 1504-1506, névleges kasztíliai és leóni királynő: 1507-1555 (Trastámara-ház), I. Johanna, névleges aragóniai királynő: 1516-1555, I. Johanna, névleges spanyol királynő is: 1516-1555, I. Johanna, névleges szicíliai királynő: 1516-1555, III. Johanna, névleges nápolyi királynő: 1516-1555 | I. (II.) (Őrült) Johanna 1479–1555, kasztíliai és leóni királynő: 1504-1506, névleges kasztíliai és leóni királynő: 1507-1555 (Trastámara-ház), I. Johanna, névleges aragóniai királynő: 1516-1555, I. Johanna, névleges spanyol királynő is: 1516-1555, I. Johanna, névleges szicíliai királynő: 1516-1555, III. Johanna, névleges nápolyi királynő: 1516-1555 | I. (II.) (Őrült) Johanna 1479–1555, kasztíliai és leóni királynő: 1504-1506, névleges kasztíliai és leóni királynő: 1507-1555 (Trastámara-ház), I. Johanna, névleges aragóniai királynő: 1516-1555, I. Johanna, névleges spanyol királynő is: 1516-1555, I. Johanna, névleges szicíliai királynő: 1516-1555, III. Johanna, névleges nápolyi királynő: 1516-1555 | I. (II.) (Őrült) Johanna 1479–1555, kasztíliai és leóni királynő: 1504-1506, névleges kasztíliai és leóni királynő: 1507-1555 (Trastámara-ház), I. Johanna, névleges aragóniai királynő: 1516-1555, I. Johanna, névleges spanyol királynő is: 1516-1555, I. Johanna, névleges szicíliai királynő: 1516-1555, III. Johanna, névleges nápolyi királynő: 1516-1555 | I. (II.) (Őrült) Johanna 1479–1555, kasztíliai és leóni királynő: 1504-1506, névleges kasztíliai és leóni királynő: 1507-1555 (Trastámara-ház), I. Johanna, névleges aragóniai királynő: 1516-1555, I. Johanna, névleges spanyol királynő is: 1516-1555, I. Johanna, névleges szicíliai királynő: 1516-1555, III. Johanna, névleges nápolyi királynő: 1516-1555 | I. (II.) (Őrült) Johanna 1479–1555, kasztíliai és leóni királynő: 1504-1506, névleges kasztíliai és leóni királynő: 1507-1555 (Trastámara-ház), I. Johanna, névleges aragóniai királynő: 1516-1555, I. Johanna, névleges spanyol királynő is: 1516-1555, I. Johanna, névleges szicíliai királynő: 1516-1555, III. Johanna, névleges nápolyi királynő: 1516-1555 | | | I. (Szép) Fülöp 1478–1506, kasztíliai és leóni király (felesége jogán): 1506 (Habsburg-ház) | I. (Szép) Fülöp 1478–1506, kasztíliai és leóni király (felesége jogán): 1506 (Habsburg-ház) | I. (Szép) Fülöp 1478–1506, kasztíliai és leóni király (felesége jogán): 1506 (Habsburg-ház) | I. (Szép) Fülöp 1478–1506, kasztíliai és leóni király (felesége jogán): 1506 (Habsburg-ház) | I. (Szép) Fülöp 1478–1506, kasztíliai és leóni király (felesége jogán): 1506 (Habsburg-ház) | I. (Szép) Fülöp 1478–1506, kasztíliai és leóni király (felesége jogán): 1506 (Habsburg-ház) |                                                                     |                                                                     |                                                                 |                                                                 | | | | | | |  |  |  |  |  |  |  |  |  |  |  |  |  |  |  |  |  |  |  |  |  |  |
|  |  |  |  |                                                                                            |                                                                                            |                                                                                            |                                                                                            |                                                                                            |                                                                                            | (I.) Johanna ("La Beltraneja") 1462–1530, kasztíliai és leóni királynő volta (1474-1479) vitatott (Trastámara-ház) | (I.) Johanna ("La Beltraneja") 1462–1530, kasztíliai és leóni királynő volta (1474-1479) vitatott (Trastámara-ház) | (I.) Johanna ("La Beltraneja") 1462–1530, kasztíliai és leóni királynő volta (1474-1479) vitatott (Trastámara-ház) | (I.) Johanna ("La Beltraneja") 1462–1530, kasztíliai és leóni királynő volta (1474-1479) vitatott (Trastámara-ház) | (I.) Johanna ("La Beltraneja") 1462–1530, kasztíliai és leóni királynő volta (1474-1479) vitatott (Trastámara-ház) | (I.) Johanna ("La Beltraneja") 1462–1530, kasztíliai és leóni királynő volta (1474-1479) vitatott (Trastámara-ház) |                                                                                              |                                                                                              | | | | | | |                                                                                         |                                                                                        | | | | | I. (II.) (Őrült) Johanna 1479–1555, kasztíliai és leóni királynő: 1504-1506, névleges kasztíliai és leóni királynő: 1507-1555 (Trastámara-ház), I. Johanna, névleges aragóniai királynő: 1516-1555, I. Johanna, névleges spanyol királynő is: 1516-1555, I. Johanna, névleges szicíliai királynő: 1516-1555, III. Johanna, névleges nápolyi királynő: 1516-1555 | I. (II.) (Őrült) Johanna 1479–1555, kasztíliai és leóni királynő: 1504-1506, névleges kasztíliai és leóni királynő: 1507-1555 (Trastámara-ház), I. Johanna, névleges aragóniai királynő: 1516-1555, I. Johanna, névleges spanyol királynő is: 1516-1555, I. Johanna, névleges szicíliai királynő: 1516-1555, III. Johanna, névleges nápolyi királynő: 1516-1555 | I. (II.) (Őrült) Johanna 1479–1555, kasztíliai és leóni királynő: 1504-1506, névleges kasztíliai és leóni királynő: 1507-1555 (Trastámara-ház), I. Johanna, névleges aragóniai királynő: 1516-1555, I. Johanna, névleges spanyol királynő is: 1516-1555, I. Johanna, névleges szicíliai királynő: 1516-1555, III. Johanna, névleges nápolyi királynő: 1516-1555 | I. (II.) (Őrült) Johanna 1479–1555, kasztíliai és leóni királynő: 1504-1506, névleges kasztíliai és leóni királynő: 1507-1555 (Trastámara-ház), I. Johanna, névleges aragóniai királynő: 1516-1555, I. Johanna, névleges spanyol királynő is: 1516-1555, I. Johanna, névleges szicíliai királynő: 1516-1555, III. Johanna, névleges nápolyi királynő: 1516-1555 | I. (II.) (Őrült) Johanna 1479–1555, kasztíliai és leóni királynő: 1504-1506, névleges kasztíliai és leóni királynő: 1507-1555 (Trastámara-ház), I. Johanna, névleges aragóniai királynő: 1516-1555, I. Johanna, névleges spanyol királynő is: 1516-1555, I. Johanna, névleges szicíliai királynő: 1516-1555, III. Johanna, névleges nápolyi királynő: 1516-1555 | I. (II.) (Őrült) Johanna 1479–1555, kasztíliai és leóni királynő: 1504-1506, névleges kasztíliai és leóni királynő: 1507-1555 (Trastámara-ház), I. Johanna, névleges aragóniai királynő: 1516-1555, I. Johanna, névleges spanyol királynő is: 1516-1555, I. Johanna, névleges szicíliai királynő: 1516-1555, III. Johanna, névleges nápolyi királynő: 1516-1555 | | | I. (Szép) Fülöp 1478–1506, kasztíliai és leóni király (felesége jogán): 1506 (Habsburg-ház) | I. (Szép) Fülöp 1478–1506, kasztíliai és leóni király (felesége jogán): 1506 (Habsburg-ház) | I. (Szép) Fülöp 1478–1506, kasztíliai és leóni király (felesége jogán): 1506 (Habsburg-ház) | I. (Szép) Fülöp 1478–1506, kasztíliai és leóni király (felesége jogán): 1506 (Habsburg-ház) | I. (Szép) Fülöp 1478–1506, kasztíliai és leóni király (felesége jogán): 1506 (Habsburg-ház) | I. (Szép) Fülöp 1478–1506, kasztíliai és leóni király (felesége jogán): 1506 (Habsburg-ház) |                                                                     |                                                                     |                                                                 |                                                                 | | | | | | |  |  |  |  |  |  |  |  |  |  |  |  |  |  |  |  |  |  |  |  |  |  |
|  |  |  |  |                                                                                            |                                                                                            |                                                                                            |                                                                                            |                                                                                            |                                                                                            | | | | | | |                                                                                              |                                                                                              | | | | | | |                                                                                         |                                                                                        | | | | | | | | | | | | | | |                                                                                             |                                                                                             |                                                                                             |                                                                                             |                                                                     |                                                                     |                                                                 |                                                                 | | | | | | |  |  |  |  |  |  |  |  |  |  |  |  |  |  |  |  |  |  |  |  |  |  |
|  |  |  |  |                                                                                            |                                                                                            |                                                                                            |                                                                                            |                                                                                            |                                                                                            | | | | | | |                                                                                              |                                                                                              | | | | | | |                                                                                         |                                                                                        | | | | | | | | | I. Károly 1500–1558, spanyol király: 1516-1556 (lemondott,) (Habsburg-ház), V. Károly, a Szent Római Birodalom királya: 1519-1520, császár: 1520/1530-1556 (lemondott). | | | | | |                                                                                             |                                                                                             |                                                                                             |                                                                                             |                                                                     |                                                                     |                                                                 |                                                                 | | | | | | |  |  |  |  |  |  |  |  |  |  |  |  |  |  |  |  |  |  |  |  |  |  |